# Bécs villamosvonal-hálózata
Bécs villamosvonal-hálózata az osztrák szövetségi főváros villamosvonalainak az összessége. Az első lóvasutat 1865-ben hozták létre, 1883-ban pedig elindult az első gőzvillamos is, a későbbi villamosok elődje. Az igazi elektromos villamos 1897-ben indult el Bécsben. A hálózat fénykora a két világháború között volt, mára már a metróhálózat kiépülésével veszített jelentőségéből, ám a villamos ma is az egyik igen fontos közlekedési eszköze Bécsnek. Kihasználtságát mutatja, hogy 2013-ban 293,6 millió utazás történt rajta.
A hálózat hossza 176,9 km, így a Melbourne-i, a berlini, a szentpétervári és a moszkvai után a bécsi a világ ötödik leghosszabb villamoshálózata.
Bécsben a villamos jellegzetes színe a piros.

## Viszonylatok
| Viszonylat | Végállomások               | Végállomások                        | Jelleg                     | Hossz    | Járművek                        |
| ---------- | -------------------------- | ----------------------------------- | -------------------------- | -------- | ------------------------------- |
| 1          | Stefan-Fadinger-Platz      | Prater, Hauptallee                  | várost átszelő             | 10,52 km | ULF B, ULF B1, E2+c5            |
| 2          | Dornbach                   | Friedrich-Engels-Platz              | várost átszelő             | 12,83 km | ULF B, ULF B1, E2+c5,           |
| 5          | Praterstern                | Westbahnhof                         | Ring gyűrűvel koncentrikus | 7,87 km  | ULF A, ULF A1                   |
| 6          | Burggasse, Stadthalle      | Geiereckstraße                      | Ring gyűrűvel koncentrikus | 7.45 km  | ULF B, ULF B1, E2+c5, Flexity D |
| 9          | Gersthof, Wallrißstraße    | Westbahnhof                         | Ring gyűrűvel koncentrikus | 6,22 km  | ULF A, ULF A1                   |
| 10         | Dornbach, Güpferlingstraße | Unter Sankt Veit, Hummelgasse       | Ring gyűrűvel koncentrikus | 7,84 km  | ULF A1                          |
| 11         | Otto-Probst-Platz          | Kaiserebersdorf, Zinnergasse        | Ring gyűrűvel koncentrikus | 13,22 km | ULF B, ULF B1, E2+c5, Flexity D |
| 18         | Burggasse, Stadthalle      | Schlachthausgasse                   | Ring gyűrűvel koncentrikus | 8,14 km  | ULF B, ULF B1, E2+c5, Flexity D |
| 25         | Aspern, Oberdorfstraße     | Floridsdorf                         | várost átszelő             | 9,65 km  | ULF B, ULF B1, E2+c5            |
| 26         | Hausfeldstraße             | Strebersdorf, Edmund-Hawranek-Platz | várost átszelő             | 11,88 km | ULF B, ULF B1, E2+c5            |
| 30         | Floridsdorf                | Stammersdorf                        | Ring gyűrűre sugár irányú  | 5,27 km  | ULF A, ULF A1, E2+c5            |
| 31         | Schottenring               | Stammersdorf                        | Ring gyűrűre sugár irányú  | 11,32 km | ULF B, ULF B1                   |
| 33         | Josefstädter Straße        | Friedrich-Engels-Platz              | várost átszelő             | 5,92 km  | ULF A                           |
| 33         | Augasse                    | Friedrich-Engels-Platz              | várost átszelő             | 3,7 km   | ULF A                           |
| 37         | Schottentor                | Hohe Warte                          | Ring gyűrűre sugár irányú  | 4,85 km  | ULF A, ULF A1                   |
| 38         | Schottentor                | Grinzing                            | Ring gyűrűre sugár irányú  | 5,33 km  | ULF A, ULF A1, ULF B            |
| 40         | Schottentor                | Herbeckstraße                       | Ring gyűrűre sugár irányú  | 4,43 km  | ULF B, ULF B1                   |
| 41         | Schottentor                | Pötzleinsdorf                       | Ring gyűrűre sugár irányú  | 5,12 km  | ULF B, ULF B1                   |
| 42         | Schottentor                | Antonigasse                         | Ring gyűrűre sugár irányú  | 3,42 km  | ULF A, ULF A1                   |
| 43         | Schottentor                | Neuwaldegg                          | Ring gyűrűre sugár irányú  | 5,99 km  | ULF B, ULF B1                   |
| 44         | Schottentor                | Maroltingergasse                    | Ring gyűrűre sugár irányú  | 4,39 km  | ULF A, ULF A1                   |
| 46         | Ring, Volkstheater         | Joachimsthalerplatz                 | Ring gyűrűre sugár irányú  | 4,76 km  | Flexity D                       |
| 49         | Ring, Volkstheater         | Hütteldorf, Bujattigasse            | Ring gyűrűre sugár irányú  | 8,61 km  | ULF B, ULF B1, Flexity D        |
| 52         | Westbahnhof                | Baumgarten                          | Ring gyűrűre sugár irányú  | 5,81 km  | ULF A1                          |
| 60         | Westbahnhof                | Rodaun                              | Ring gyűrűre sugár irányú  | 11,10 km | ULF B, ULF B1, Flexity D        |
| 62         | Oper, Karlsplatz           | Lainz, Wolkersbergenstraße          | Ring gyűrűre sugár irányú  | 10,99 km | ULF A1                          |
| 71         | Börse                      | Kaiserebersdorf, Zinnergasse        | várost átszelő             | 12,93 km | ULF B, ULF B1, E2+c5, Flexity D |
| D          | Absberggasse               | Nußdorf, Beethovengang              | várost átszelő             | 11,83 km | ULF B, ULF B1, E2+c5            |
| O          | Bruno-Marek-Allee          | Raxstraße, Rudolfshügelgasse        | várost átszelő             | 8,96 km  | ULF A, ULF A1                   |

## Története

### A villamos elődei a lóvasút és gőzvasút

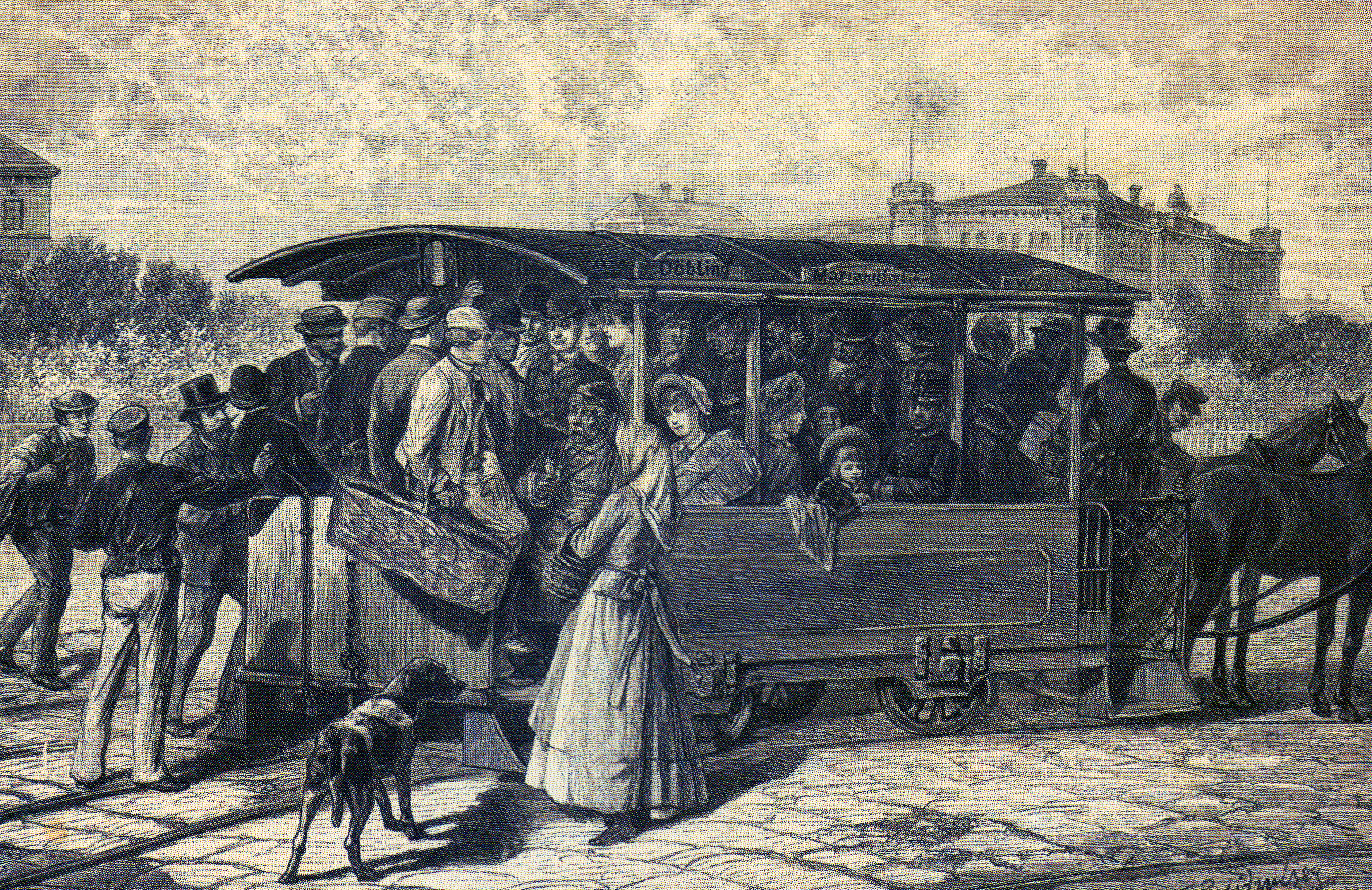
A villamos elődjéül szolgáló lóvasút 1885-ben a Westbahnhofnál

A villamos első elődje a Brigittenauer Eisenbahn, vagyis Brigittenaui vasút volt, mely ló vontatással üzemelt 1840 és 1842 között a Duna-csatornától indulva az Obere Donaustraße, Gaußplatz és Jägerstraße érintésvel Brigittenau kerülethez.
A „lóvillamos” kiépítésére több cég is jelentkezett, és a Schaeck-Jaquet & Comp. nyerte el a koncepciót. Az első vonaluk 1865. október 4-én nyílt meg a rendszeres forgalom számára, útvonala szerint az akkor még új Ringen épült Schottentortól az Alser Straße és Hernalser Hauptstraße útvonalon Dornbachig közlekedett, lényegében a mai 43-as villamos útvonalán. Így az Osztrák Birodalomban a bécsi volt az első „lóvillamos”, de például egy évvel a pestit is megelőzte. 
Az önkormányzat megpróbálta másik céggel folytatni a villamosépítést, de a nem kedvező körülmények miatt csak az újonnan alakult Bécsi villamostársaság (Wiener Tramwaygesellschaft, röviden WT) maradt egyedüli ajánlattevőnek, 1868-ban leszerződtek velük és ők építették a villamoshálózat legnagyobb részét. Gustav von Dreyhausen mérnök szintén alapított egy villamostársaságot 1872-ben, a neve Új Bécsi Villamostársaság (Neue Wiener Tramwaygesellschaft, röviden NWT) lett. Ők a Gürtelen kívül közlekedtek, ami ekkor még a városhatáron kívülre esett. Az ő hálózatuk kiegészítette az WT vonalait, de neki vetélytársa volt. Az NWT a közlekedést 1873-ban indította el, 1877-re a vonalaik hossza 42,4 km volt.

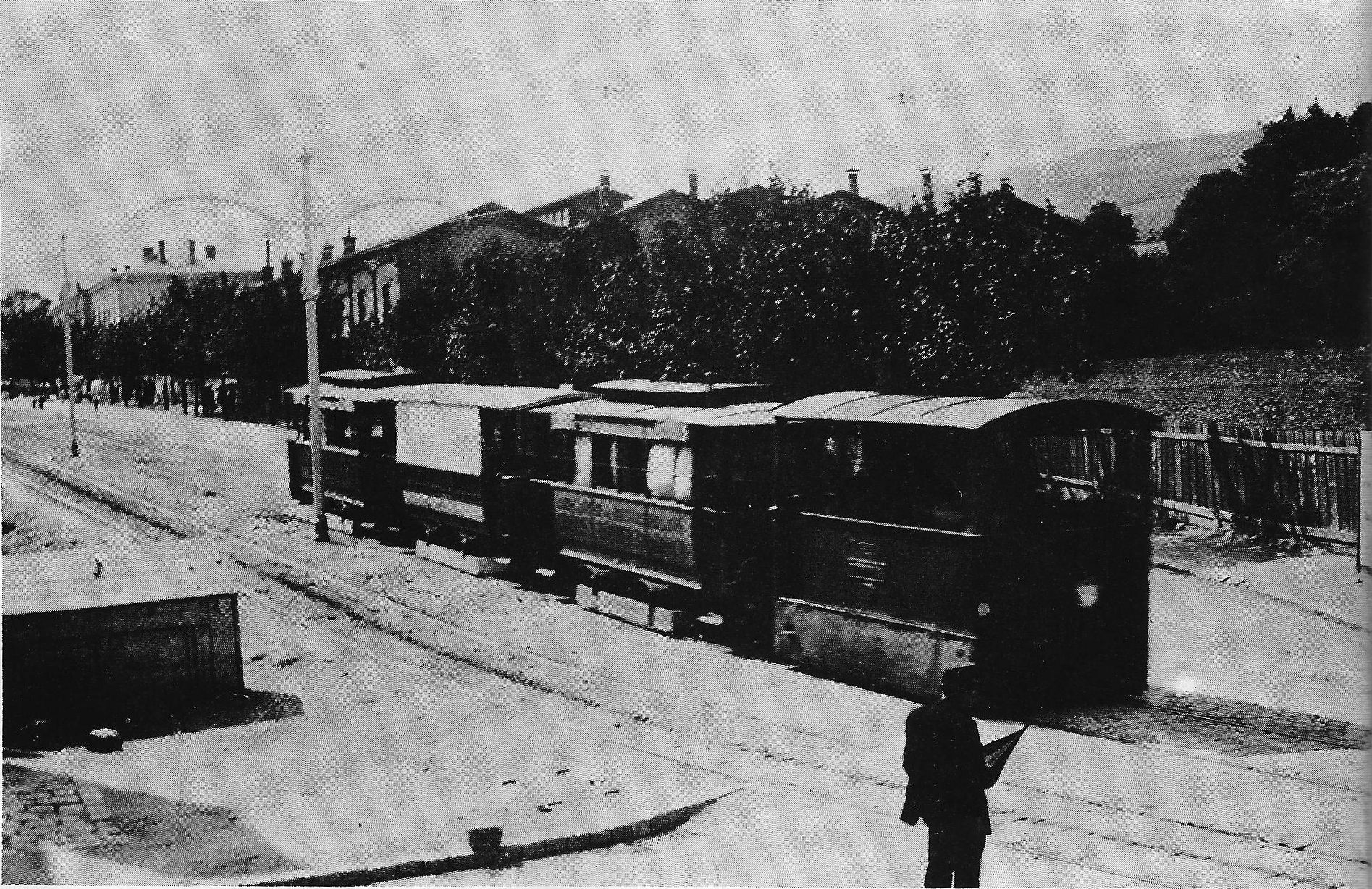
„Gőzvillamos” 1903-ban Nußdorf végállomáson. Ma ide a D jelzésű vonal közlekedik

A városi közlekedés javítására nem csak ló-, hanem gőzvontatású vasutat is építettek. Az első 1883-ban nyílt meg az akkor még igencsak külvárosi Hietzing és Perchtoldsdorf között (kb. mai 60-as villamos), illetve létesítettek egy leágazó szárnyvonalat szárnyvonalat Unter St. Veithoz. Később, 1897-ben meghosszabbodott déli irányba Mödlinghez.
A város másik végén is létesült egy további közvasút, ez a Duna-csatornától a mai Salztorbrücke elődjén át Floridsdorfon keresztül vezetett az akkor még elővárosi Stammersdorfhoz (mai 31-es villamos), ahonnan a járművek a Stammersdorfer Lokalbahnra áttérve még tovább közlekedhettek, valamint épült egy szárnyvonal is Kagran kerületen át Lobau széléhez.
A már említett NWT is üzemeltetett gőzvasutat 1884 és 1903 között a Westbahnhoftól indulva Neubaugürtel, Breitensee, Baumgarten útvonalon Hütteldorfhoz, a mai 49-es vonalán, valamint egy másik 1885 és 1903 között a 9. kerületi Nussdorfer Straße és Nussdorf között üzemelt, ez körülbelül a mai D viszonylat útvonalán ment.

### Az igazi elektromos villamos átadása, viszonylatok beszámozása

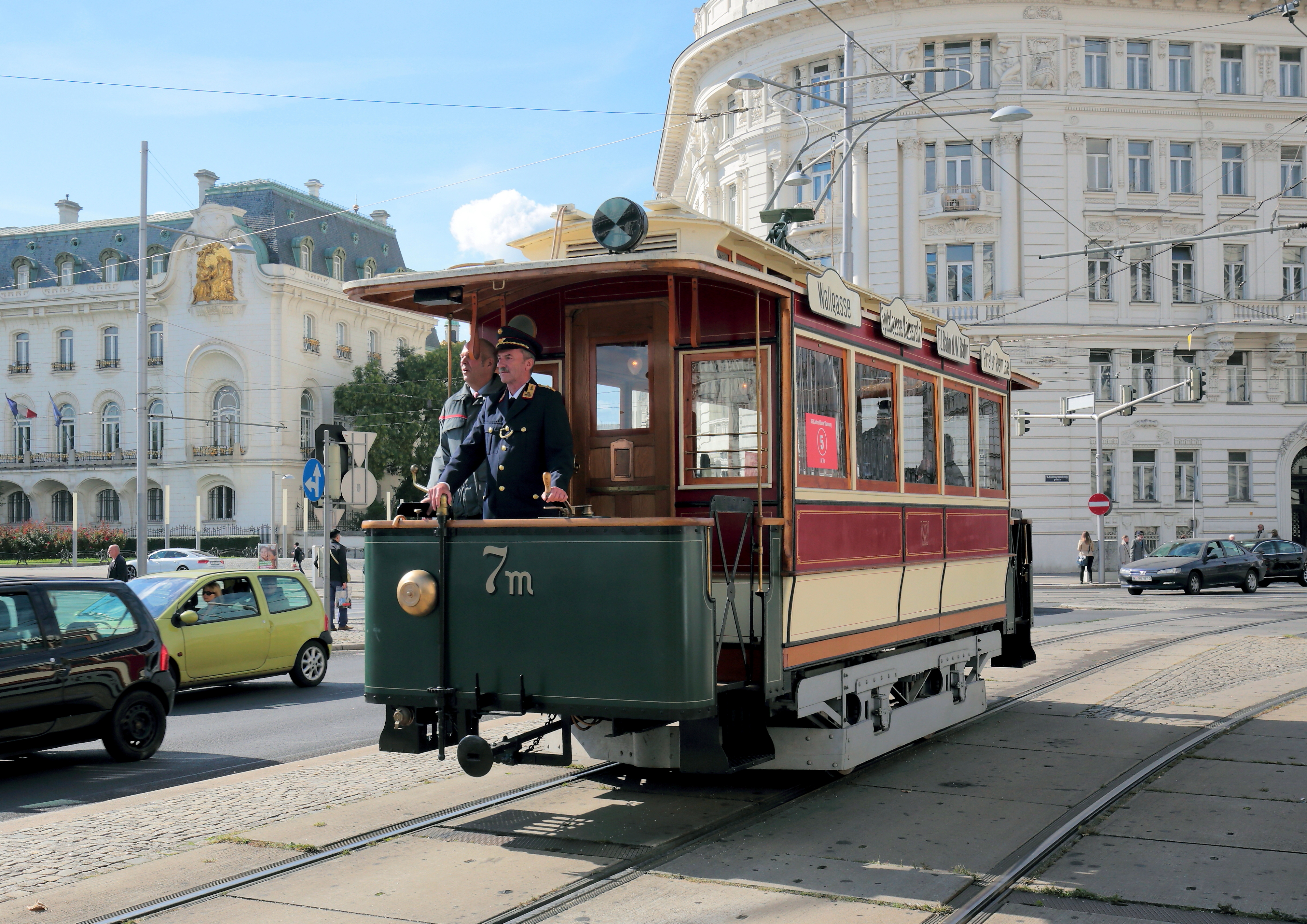
Az A típusú járművek voltak a bécsi villamos első járművei. Itt még megfigyelhető a lóvasút idejéből eredő szokás, az elöl nyitott vezetőállás. A kép Grazban készült

1897-ben megválasztották Karl Luegert polgármesterré, és elkezdte a korábban magánkézben lévő városi szolgáltatásokat városi irányítás alá venni. 1899-ben a város kapott egy koncessziót 90 évre a vasútügyi minisztériumtól egy elektromos meghajtású normál nyomtávú vasúthálózatra. Ez tartalmazta új vonalak építését, valamint a WT társaság vonalainak megvásárlását és alkalmazottainak átvételét. 1902-ben regisztrálták a vonalak, mint városi villamos. 1903-ra a szintén lóvasutak idejéből ismert NWT társaságot is megvásárolták.
A legeslegelső villamos 1897. január 28-án indult el, a mai 5-ös számú viszonylat útvonalán. Az első járművek ekkor még örökölték a lóvasúti járművek kinézetét, vagyis, hogy elöl nyitottak voltak, mert a ló vontatásnál még fontos volt a vezető és a kocsi elején lévő ló közötti kapcsolat.

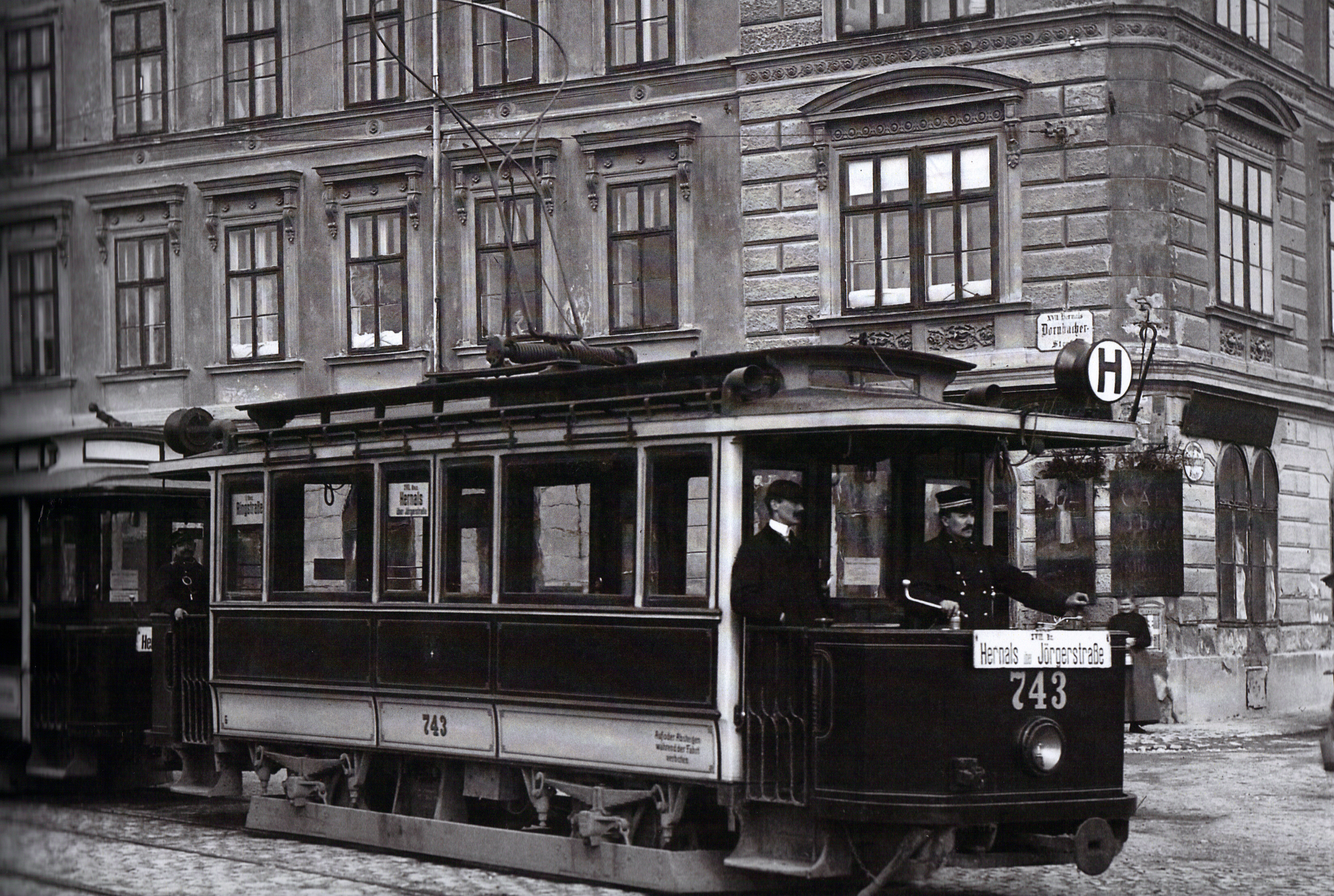
Villamos az 1900-as évek elején

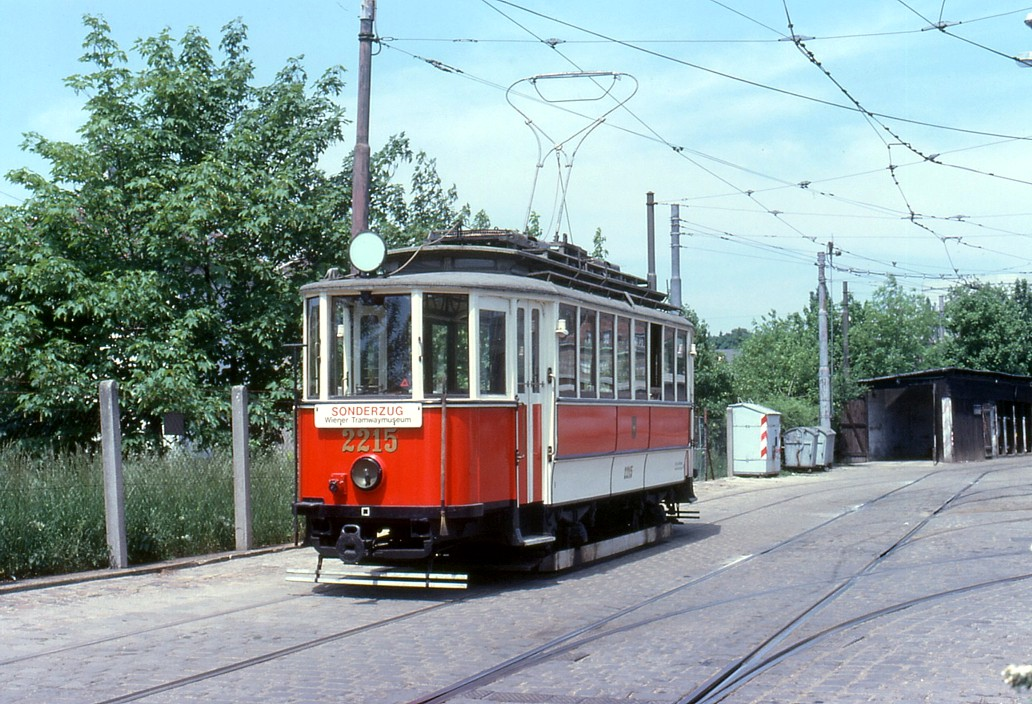
Az 1910-es gyártású H típusú villamosoknál jelent meg az elölről zárt vezetőállás először

Ez az elektromos villamos a csekélyebb zaj és szag miatt a gőz és ló vontatású vasutaktól jóval népszerűbb lett, az utolsó lóvasút 1903. június 26-án búcsúzott el, a gőzvasút pedig 1922-ig húzta ki a külvárosi kerületekben. A 20. század első felében a villamost csak úgy nevezték, hogy „az elektromos”.
A jobb utastájékoztatás érdekében 1907-ben betűkkel és számokkal jelölték a viszonylatokat, vagyis ekkor vezették be a ma is használt rendszert. A viszonylatokat a következő szabály alapján nevezték el: A belvárosban, a Ringen, vagy azzal koncentrikusan haladóak kapták a 21 alatti számokat. Az ezekre merőleges, sugár irányú járatok számozása 21-től kezdődött, a Praterstraße tengelytől indulva, majd onnan az óramutató járásával ellentétesen körbe haladva adták a számokat. Továbbá azok a viszonylatok, amelyek a két változat kombinációja, betűjelzést kaptak, mint például a D, ami áthalad a Ring körgyűrűn, de ugyanakkor sugárirányban át is szeli a várost. Az átszervezésekkel ez a szabályosság azonban egyre jobban kezd eltűnni.
Az első világháború 1914-es kitörésével a villamosüzem fenntartása egyre nehezebbé vált. A hadseregben szolgáló férfiak pótlására 1917-ben már nőket is kellett  alkalmazni, valamint a hálózat részlegesen leállt, a háború idején a megállók negyede nem üzemet. Ugyanakkor szintén ehhez az időszakhoz köthető, hogy császári udvar utasítására a Ringen és a csatlakozó vonalakon használt alsóvezetéket 1915-ben lecserélték rendes felsővezetékre.
A háború lezárása után az egész város közlekedése fejlődésnek indult. A metró elődjét, a Stadtbahnt elektromosították és tarifaközösséget hoztak közte és a villamos között. 1929-re a villamosjárműpark elérte a csúcspontját, 1930-ra már 318 vágánykilométer volt a hálózat. Ekkor, a két világháború közti időszakban Bécsnek több lakója volt, mint ma, a villamosnak mint közlekedési eszköznek akkoriban nem volt vetélytársa. Érdekesség, hogy 1918 és a második világháború között, amikor már a köztemetőig is elért a villamoshálózat, a prágai villamos mintájára a bécsit is elkezdték koporsószállításra használni.
A teljes hálózaton, ahogy Ausztriában a vasutakon ekkor szokás volt, bal oldali közlekedés volt érvényben. Ezen csak az „Anschluss” után változtattak, vagyis amikor Ausztria Hitler tervei szerint csatlakozott a Harmadik Birodalomhoz. Az első jobb oldalon közlekedő üzemnap 1938. szeptember 19. volt.

### Amásodik világháborúalatt és utána

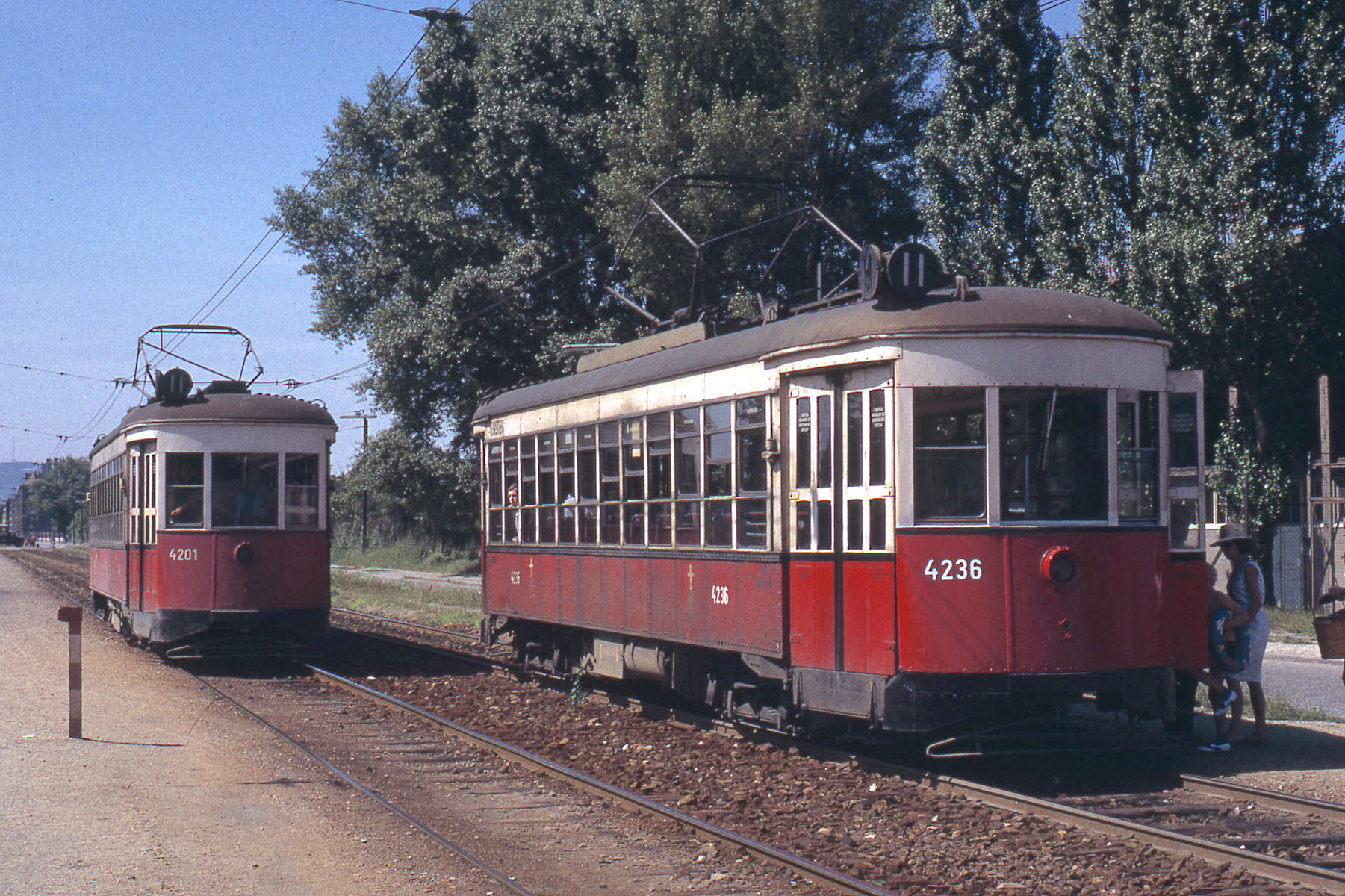
A Z típusú villamosok a háború után New Yorkból érkeztek, bár kinézetükből is igencsak érződik, hogy nem Európai járművek. Becenevük egyszerűen csak az volt, hogy „Amerikai”. Bécsben 1949-től 1969-ig közlekedtek, a bécsi villamosmúzeumban jelenleg is megtalálható egy darab

Bécsben a villamosforgalom a második világháború alatt mindaddig zavartalanul üzemelt, míg a hadi cselekmények elkerülték a várost. 1943-ban (amikor már régen zajlott a háború) évente 732 millió utazás történt a hálózaton és 18.000 ember dolgozott a villamosnál.
A háború utolsó éveiben, 1944–45-ben légicsapások, valamint a ’45-ös bécsi csata miatt a közlekedést egymást követően leállították, az utolsó vonalat április 7-én. A csata levonulása után még ebben az évben április 28-án öt vonalat újraindítottak. A teljes hálózatot 1950-re tervezték üzembe hozni, egy kis szakaszon viszont nem indult meg újra a közlekedés. Währinger Gürtel és Salmannsdorf között 1946-ban trolibuszt létesítettek Felsődöblingen keresztül, a villamost kiegészítve. A járat 1958-as megszüntetésével Bécsben  megszűnt a trolibusz-közlekedés.
A világháború után a Marshall-terv keretében Ausztria is kapott pénzügyi segítséget az USA-tól, ennek köszönhetően megvásároltak New Yorktól több leselejtezett villamoskocsit. Ezek voltak a Z típusú járművek, pályaszámaik a 4201–4242 tartományba estek. Ezek az amerikai járművek szélesebbek voltak a bécsiektől, így csak kevés helyen tudtak közlekedni, ám összességében egy igen modernnek számítottak. Az 1950-es évekig a járműparkot nem tudták frissíteni, leginkább csak a régi kocsik javítgatását tudták elvégezni. Hosszú idő után végül csak 1951-ben tudott a város új járműveket vásárolni.

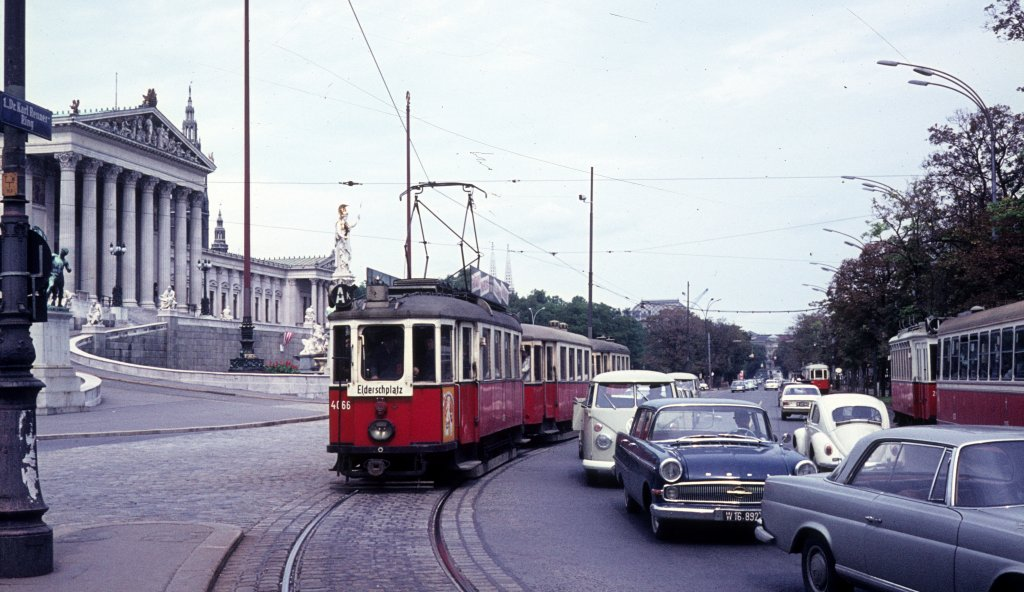
Életkép a 60-as évekből. Ekkorra az autósforgalom jelentősen megnőtt és a közlekedési dugók rendszeressé váltak, amit csak a későbbi metróhálózat kiépítésével csökkent.

 A 20. század közepén az autó a lakosság nagy részének túl drága volt, de a motorizáció előretörésével Bécset egy autósbarát városként képzelték el, és a síneket leginkább forgalmi akadálynak látták, ekkor a jövő tömegközlekedését csak földalatti vasútban és buszokban látták, a villamossal már nem is számoltak. 1960-ban megkezdődött a szűk utcákban közlekedő villamosok felszámolása, erre a legismertebb a Gürtelen belüli 13-as villamos példája, forgalmát azóta autóbusz látja el. Ugyanakkor a város határain kívül is elkezdődött a vasút felszámolása. A még gőzvasútnak épült nyomvonalon Mödlinghez és Groß-Enzersdorfhoz vezető viszonylatokon is átálltak buszközlekedésre.

### Földalatti villamosok építése az 1960-as években

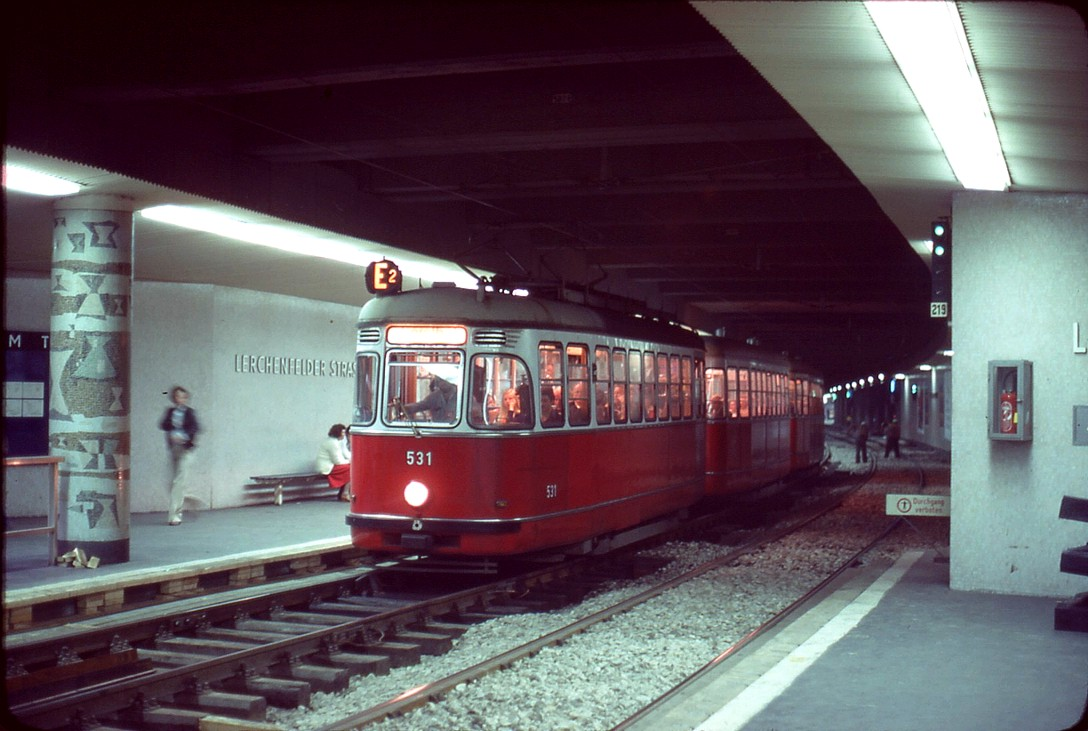
Villamos a mai U2-es metró alagútjában Lerchenfelder Straße állomásnál

A hatvanas években a közúti forgalom növekedésével szükségessé vált a forgalom egy részét áthelyezni a föld alá. Természetesen ennek a legjobb módja a metró lett volna, de ez túl nagy költséggel járt volna, amit nem vállaltak. Helyette létrehoztak két kisebb földalatti villamoshálózatot.
- Az egyik a Ring környéki utcák alatt húzódott, ezt 1966-ban adták át, 1,8 km hosszú volt és négy állomást tartalmazott. Három viszonylat közlekedett benne az E2, G2 és H2, és a kettes indexszámok miatt az alagút a Zweierlinie becenevet kapra, azaz kettesek vonala. Idővel viszont mégis csak úgy döntöttek, hogy a metró jobb lenne és 1980-ban az alagutat átalakították metróalagúttá, benne az U2-es metrót indították el, ami a Zweierlinie név tiszteletére kapta a 2-es számot.
- A hatvanas évek másik villamosalagútja a déli Gürtel alatt épült meg 1969-ben, szintén azért, hogy helyet adjanak a felszínen az autóknak, valamit hogy a villamos ne álljon a dugóban. Ez az alagút ma is üzemel, az 1-es, 6-os, 18-as és 62-es villamos, valamint a Lokalbahn megy át rajta.

### Új kocsik, kalauzrendszer megszűnése, metróépítés

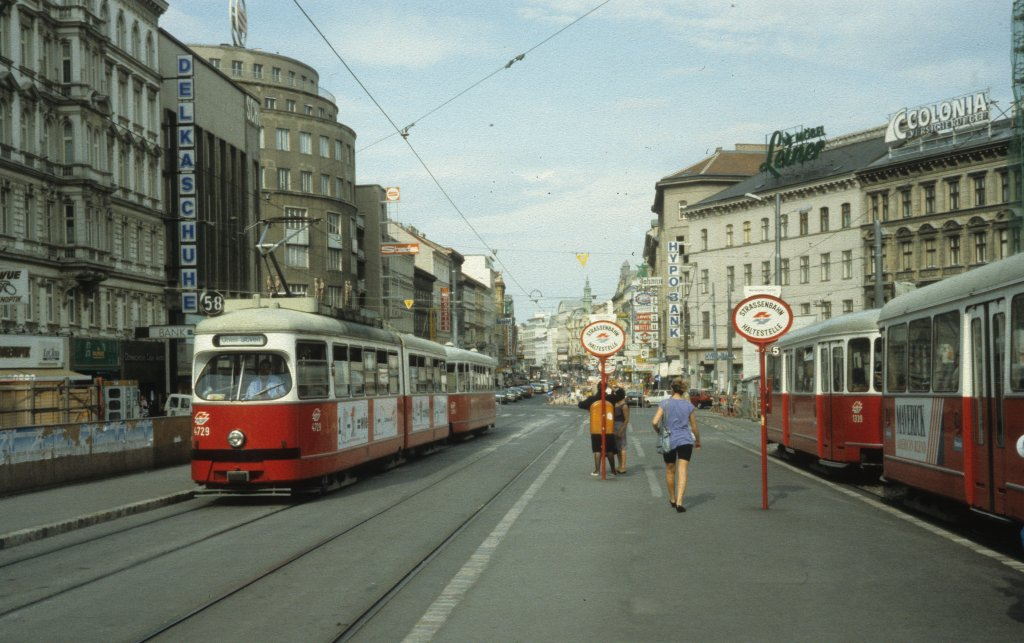
Villamos a Mariahilfer Straße belső részén, itt a villamost már felváltották metróval. A képen egy új beszerzésű E sorozatú jármű látható

Az 1970-es évek a metróhálózat építésének a kezdete volt. A felszínen már nem bírták elvezetni a forgalmat, valamint a tömegközlekedés visszaszorult, hatalmas forgalmi dugók alakultak ki. A nagyváros a belátta, hogy szüksége van metróra, ugyanakkor belátták azt is, hogy a metró hosszú távra készül és az őt kiegészítő villamoshálózatot nem lenne jó megszüntetni. Innentől kezdve a tömegközlekedés újra elkezdett teret nyerni és az egyre kisebb közúti forgalom miatt élhetőbbé kezdett válni a város. 1959-től fejlesztésként megjelentek az új E sorozatú járművek, ezekből több, mint 500-at állítottak forgalomba, valamint ez volt az utolsó magas padlós villamostípusa Bécsnek. A tömegközlekedés újbóli fejlődése ellenére a villamoshálózat veszett a jelentőségéből. A kiépült metróvonalak miatt a vele párhuzamos villamosokat felszámolták, ám ez nem csak arra a korra, napjainkra is igaz. Például az U3-as metró miatt szüntették a Mariahilfer Straße belső részén a villamost, de kevésbé régi példát mondva a 21-es vonal is metróépítés miatt szűnt meg, a villamoshálózat összességében veszített a szerepéből.

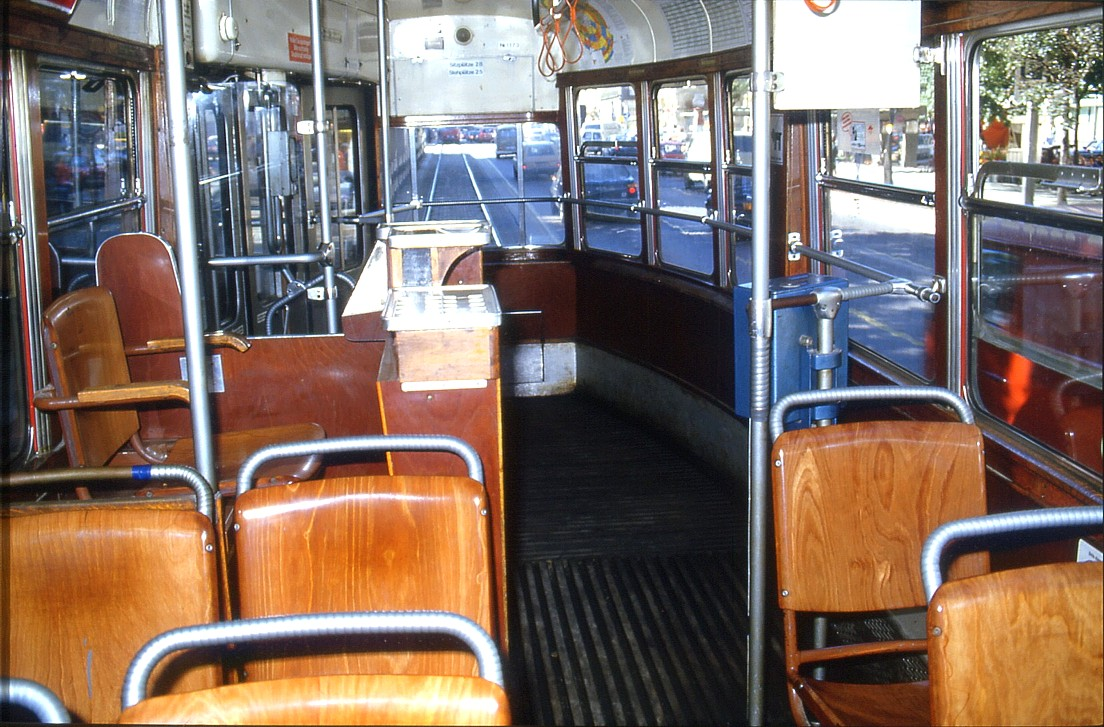
Egy kalauzüléssel ellátott pótkocsi. A kalauzrendszer 1996-ra szűnt meg teljesen, valamint emiatt megjelent a gépi hangos utastájékoztatás is, először 1968-ban

Ugyancsak ehhez az időszakhoz köthető a kalauzrendszer megszüntetése. Ezelőtt minden villamoskocsiban ült egy kalauz, aki ellenőrizte valamint értékesítette a jegyeket. Először a pótkocsikban 1964-ben, majd a motorkocsikban 1972-ben kezdődött meg a kalauz nélküli üzem. A közbeszóló politika ugyan nehezítette, de 1996-ra teljesen átállni, utoljára a 46-os vonalon. Ezóta a jegyek ellenőrzését szúrópróba szerűen végzik az ellenőrök. A gépi hangos utastájékoztatás szintén csak ekkor jelent meg, mivel régen még a kalauzok mondták a megállókat. 1968-ban szereltek fel először villamost automata hangosbemondóval, amiből Franz Kaida hangja szólt, aki 2013-ig volt a cég utastájékoztató hangja. A személyzet terén ekkoriban történt változás még, hogy 1970-ben engedtek először nőt villamost vezetni.

### Története az 1980-as évektől napjainkig

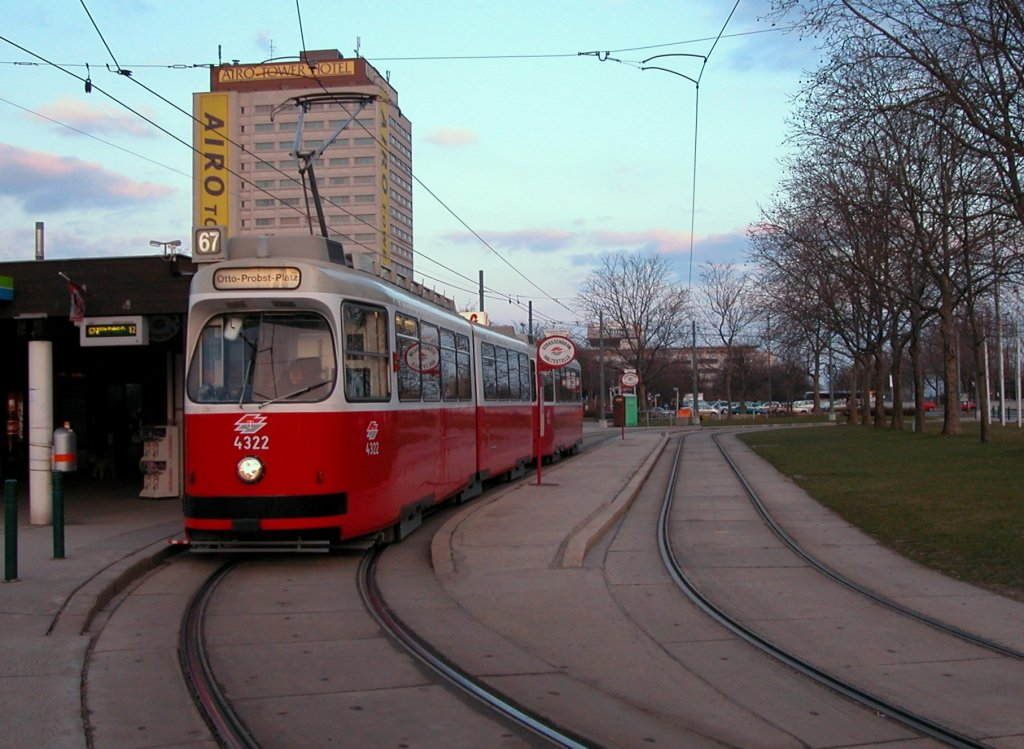
Oberlaa végállomás még villamossal. Itt 2014-ben szűnt meg a villamosforgalom az idáig meghosszabbodó metró miatt

Bécs lakossága folyamatosan növekszik, amivel a tömegközlekedési hálózatnak is lépést kell tartania. A metróhálózat az 1980-as és ’90-es években rohamosan fejlődött, ami sok helyen a párhuzamos villamosok felszámolását jelentette. Így szűntek meg például az U1 miatt a Leopoldauhoz, az U6 miatt a Siebenhirtenhez, vagy az U2 miatt a Praterkaihhoz közlekedő villamosvonalak, valamint 2014-ben az Oberlaa-i ág, ugyancsak az U1-es metró meghosszabbítása miatt. Ugyan már kétségtelenül a város fő közlekedési eszközévé a metró vált, és sok helyen átvette a villamos szerepét, a villamoshálózat bővítése mégsem állt le, mint például délen kibővült a hálózat az újonnan épült Leberberg városrészhez, valamint a legutóbbi nagy hálózatfejlesztési projektnél a Duna bal partján átadták a 25-ös vonalat, valamint ehhez kapcsolódóan a 26-ost részben új nyomvonalra terelték az U2-es metró újonnan épült Hausfeldstraße állomásáig.

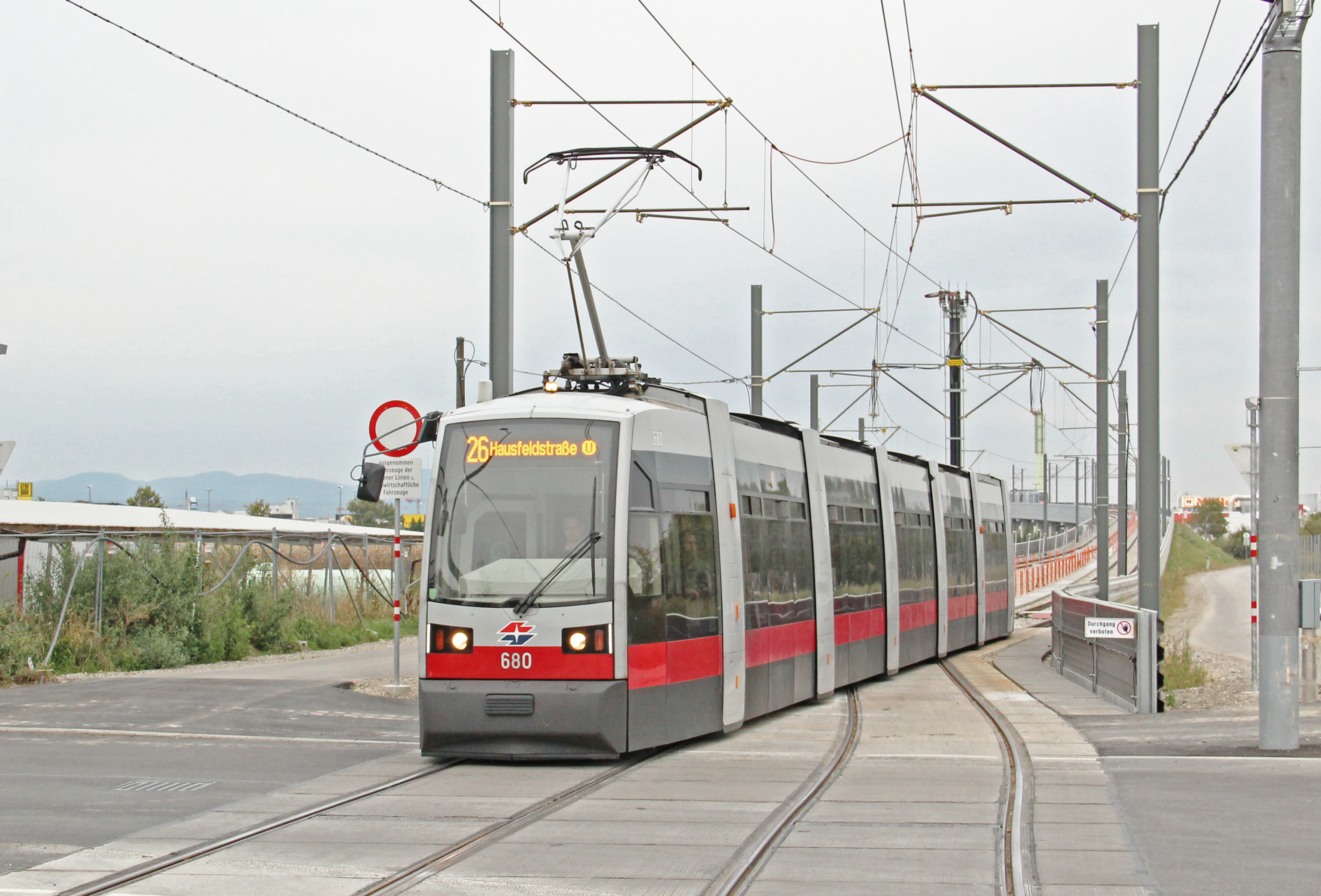
Bécs első alacsony padlós villamostípus-családja az ULF, a 2013-ban átadott pályán halad a 26-os vonalon. Mivel a Gewerbepark Stadlau megálló középperonosnak épült, egy rövid szakaszon a villamos a bal vágányon halad. A képen épp a kereszteződés látható, ahol a jobb oldali vágányra tér vissza a villamos

A 26-os új pályájának érdekessége, hogy három megálló között egy hídon halad, méghozzá a bal oldalon, amire a hídon lévő középperonos megálló miatt van szükség, hiszen a járműveknek csak jobb oldalon van ajtajuk.
Az új vonalak építése mellett 2008-tól kezdve a meglévőeket is átszervezték. 2008-ban az ironikus Ringen köröző 1-es és 2-es vonalakat átszervezték, valamint 2012-ben a a 71-est is rávezették a Ringre, így teljesen eltűnt a korábban megszokott közlekedési rend a város közepén lévő körgyűrűről.
Az 1-es metró meghosszabbításával 2017 szeptember 2-án nagyobb változások következtek be. A metróval félig párhuzamos 67-es villamos keleti ága megszűnt, a metrótól független, külön projekt keretében, a 2-es és 44-es villamosok útvonalának egy részét kölcsönösen megcserélték, valamint szintén külön projektként a 10-es és 60-as villamosokat meghosszabbították az 58-as vonalán, ami így ki is váltódott és megszűnt, valamint a menetrendváltás keretében sok villamosmegálló új nevet kapott.
Az elmúlt évtizedekben nem csak a vonalhálózat fejlődött, a járművek is. Az 1990-es években még csak magas padlós járművek üzemeltek, ezért 1992-ben döntést hoztak új akadálymentes villamosok beszerzéséről. A kifejezetten ennek a városnak az igényeire készült Siemens ULF villamosok 1995-re álltak utasforgalomba, mint az első alacsony padlós típusa a városnak. Az utolsónak 2017-ben legyártott ULF villamos után egy viszont új villamostípusra írtak ki tendert. A megbízást a Bombardier nyerte el a Flexity típusú villamostípussal, aminek első példánya 2018-ban állt forgalomba.

### A bécsi villamos történetének főbb állomásai röviden
- 1865-ben létrehozták az első lóvasutat, valamint 1883-ban az első városi gőzvasutat. A vonalakat ekkor még két konkurens vállalat, a WT és az NWT üzemeltette.
- A város felvásárolja mindkét magáncéget, 1887-ben önkormányzati üzemeltetésében elindul az első elektromos villamos, körülbelül a mai 5-ös vonalán, még bal oldali közlekedéssel. 1903-ra az összes lóvontatású vonalon áttértek villamosközlekedésre, a gőzvasutakat 1922-ig alakították át.
- 1907-ben a villamosvonalakat szám- vagy betűjelzésekkel látták el.
- Az első világháborúban a hálózat részlegesen leáll, de hamarosan újra is indul és fejlődik. A két világháború között a vágányhossz és a járműpark is eléri csúcspontját, a villamos virágkorát éli.
- 1938-ban áttérnek jobb oldali közlekedésre.
- A második világháború utolsó éveire a villamosforgalom gyakorlatilag megszűnik, a város romokban hever. Néhány viszonylatot még 1945-ben újraindítanak, de a teljes helyreállítás évekig eltart. A járműpark korszerűtlen, mivel új járművek vásárlására ekkor még nem volt lehetőség, így New Yorkból használt kocsikat szereznek be.
- Az 1960-as évek közeledéspolitikája az inkább autósforgalmat támogatta, mivel a síneket forgalmi akadálynak látták, több vonalat fel is számoltak. A városban megjelenik az új probléma, a közúti dugó. Két helyen a villamost ezért a föld alá vezették, növelve az utak áteresztőképességét.
- Az 1970-es években az autóközpontosított városszemlélet hátrányai már komolyan látszódtak, ezért megkezdték a metróhálózat kiépítését. A villamoshálózatot is újra elkezdték fejleszteni, például jelent meg nagy számban a korszerű E villamossorozat. A legfontosabb közlekedési útvonalakat már a metró látta el, a metróval több párhuzamos villamost felszámoltak.
- 1964 és 1996 között átálltak a kalauz nélküli közlekedésre.
- 1995-ben forgalomba áll az első alacsony padlós villamos, az ULF típusú sorozat fokozatosan elterjed a városban.

## A villamos jelene

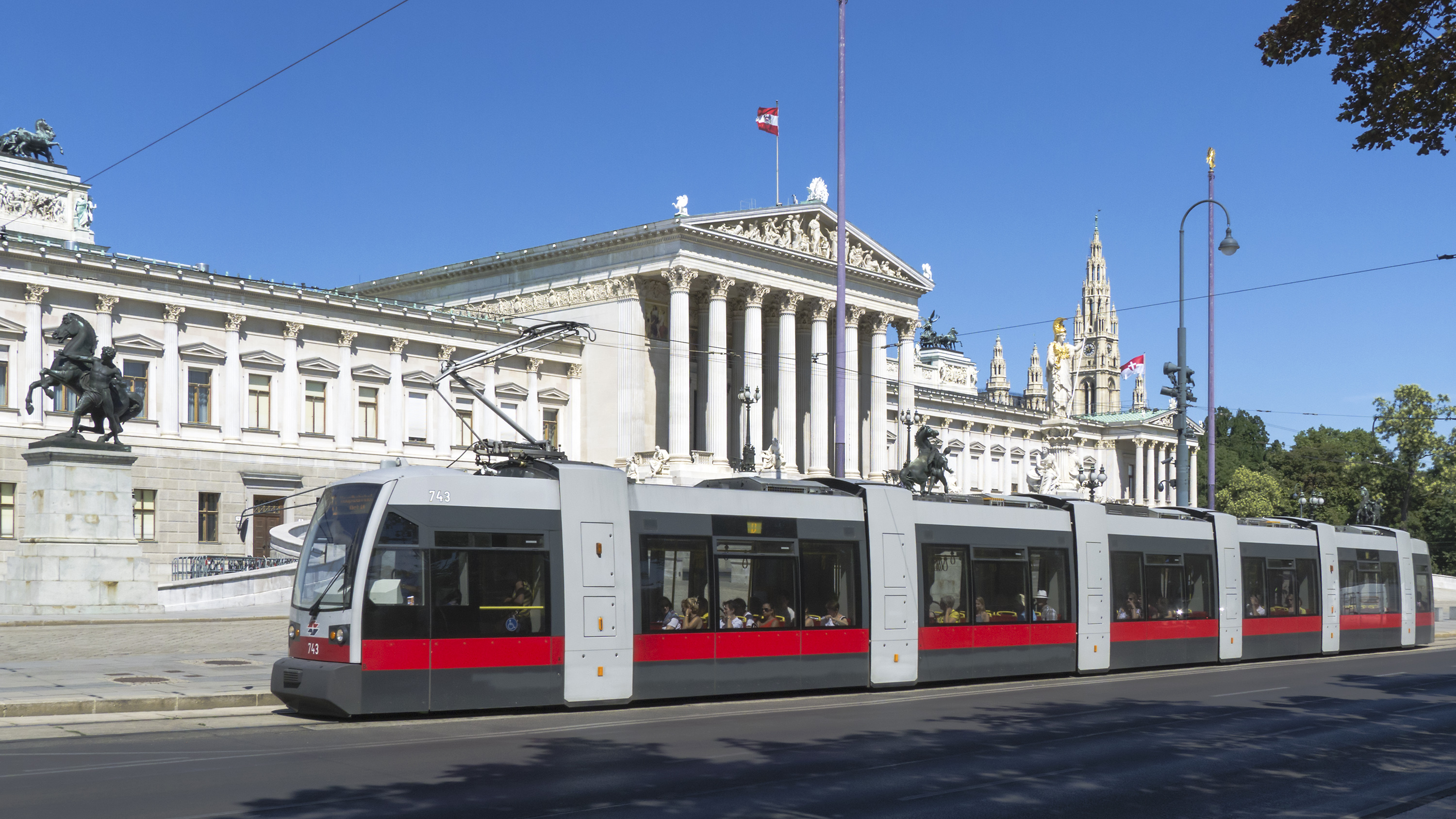
Alacsony padlós ULF villamos a Parlament előtt a Ringen

A villamos a metró mellett Bécs egyik igen fontos közlekedési eszköze. A villamoshálózat nagy lefedettséggel hálózza be a várost, több helyen a városhatárig is kimegy. A hálózat hossza 176,9 km, utasforgalma a 2013-as adatok szerint 293,6 millió fő évente, valamint 1071 üzemelő megállóval és 28 viszonylattal rendelkezik. A leghosszabb vonal a 13,22 km hosszú 11-es, a város déli részén közlekedik és köti össze Simmeringet Favoritennel, a legrövidebb a 18. kerületben közlekedő 3,4 km-es 42-es viszonylat. Az áramellátása felsővezeték segítségével történik, a hálózati feszültség 600 V, vagyis olyan, mint Magyarországon.
Az utasforgalmi járművek mindegyike egyirányú, vagyis csak az egyik végén van vezetőállás és csak a menetirány szerinti jobb oldalon vannak ajtók. Jelenleg alacsony padlós és magas padlós járművek egyaránt részt vesznek az utasforgalomban, ezek darabszáma együttesen közel 700 kocsi.

### Üzemeltetői háttér, VOR tarifaközösség

A bécsi villamos tagja a Verkehrsverbund Ost-Region (VOR) tarifaszövetségnek

A villamosok az önkormányzat megrendelésére közlekednek, az üzemeltető cég a szintén önkormányzati tulajdonú közlekedési vállalat, a Wiener Linien. Ez a cég csatlakozott a VOR Verkehrsverbund Ost-Region (VOR) tarifaszövetséghez, így különböző kedvezményes és egységes díjszabás vonatkozik Bécs, Niederösterreich és Burgenland helyi és helyközi közlekedésére.
A VOR nem csak tarifaközösséget teremtett, hanem egységes utastájékoztatási felületet is. A VOR weboldalán található tarifarendszer számoló, illetve egész Ausztriára érvényes útvonaltervező (vasút, távolsági busz, helyi közlekedés, minden egyben), melynek mobilos változata is van.

### Földalatti villamos
Bécsben több helyen is megy a villamos a föld alatt. A leghosszabb földalatti szakasz a Gürtel alatti, ami az utca szintje alatt halad, lényegében kéregvasútként. 1969-ben adták át, létesítése a a ’60-as évek közlekedéspolitikájának köszönhető. Az alagútrendszer teljes hossza 1,8 km és négy kijárata van, rajta az 1-es, 6-os, 18-as és 62-es villamosok, valamint a Lokalbahn megy át. Az alagútban lévő megállók: Hauptbahnhof (főpályaudvar), Blechturmgasse, Kliebergasse, Matzleinsdorfer Platz, Eichenstraße és Laurenzgasse.
Szintén érdekesnek mondható az 1961-ben létrejött kétszintes hurokvégállomás Schottentornál. Itt pont egymás felett van a két hurok. Az alsó szinten a 37-es, 38-as, 40-es, 41-es és 42-es, a felső vágányon pedig a 43-as és 44-es vonalak fordulnak.
Bécsben van még további két felszín alatti villamosmegálló, de ezekhez nem tartozik hosszabb földalatti szakasz. Az egyik a 25-ös vonalon található Erzherzog-Karl-Straße, a másik a D villamos Főpályaudvar megállója. Mind a két esetben a villamospályát átvezették a vasútállomás alatt, és alatta kialakítottak egy megállót.

### Pótlójáratok
Mint mindenhol, itt is néha különböző okokból egyes közlekedési eszközök nem tudnak közlekedni. Bécsben azonban a villamost nem csak pótolni kell, néha a villamos pótol más közlekedési eszközt, leginkább metrót. Például amikor a 6-os metrót 2011-ben felújítás miatt részlegesen lezárták, a kimaradó szakaszon metrópótló villamosok közlekedtek. A villamost és a villamossal pótolt járatok is általában E jelzést kapnak (Ersatzlinie, pótlójárat).

## Járműpark
A járművek típusjelzése Bécsben jellemzően néhány betűből áll, és ha az alaptípus továbbfejlesztéséről van szó, alsó indexbe kap egy sorszámot (például az E továbbfejlesztett változata az E1). A motorkocsik nagy-, a pótkocsik mindig kisbetűket kapnak típusjelzésükként.

### Aktuális járműpark
A járműpark jelenleg körülbelül 700 villamosszerelvényből áll, ezek mindegyike egyirányú, vagyis csak az egyik végükön van vezetőfülke és csak jobb oldalon van ajtajai a járműveknek. Jelenleg alacsony padlós és magas padlós kocsik is közlekednek. A magas padlós motorkocsik mindegyike húzhatnak maguk mögött pótkocsikat, de mehetnek szóló üzemmódban is.

A jelenleg közlekedő villamosok mindegyike Bécsben készült, a Siemens vagy a Bombardier gyárában. Konkrét típusuk szerint itt napjainkban a magas padlós E2 motorkocsik és c5 pótkocsik közlekednek, az akadálymentesített járművek az ULF, valamint Flexity típusú villamosok. Minden villamos Bécsben jellegzetesen piros színű.

#### Az alacsony padlós Siemens ULF

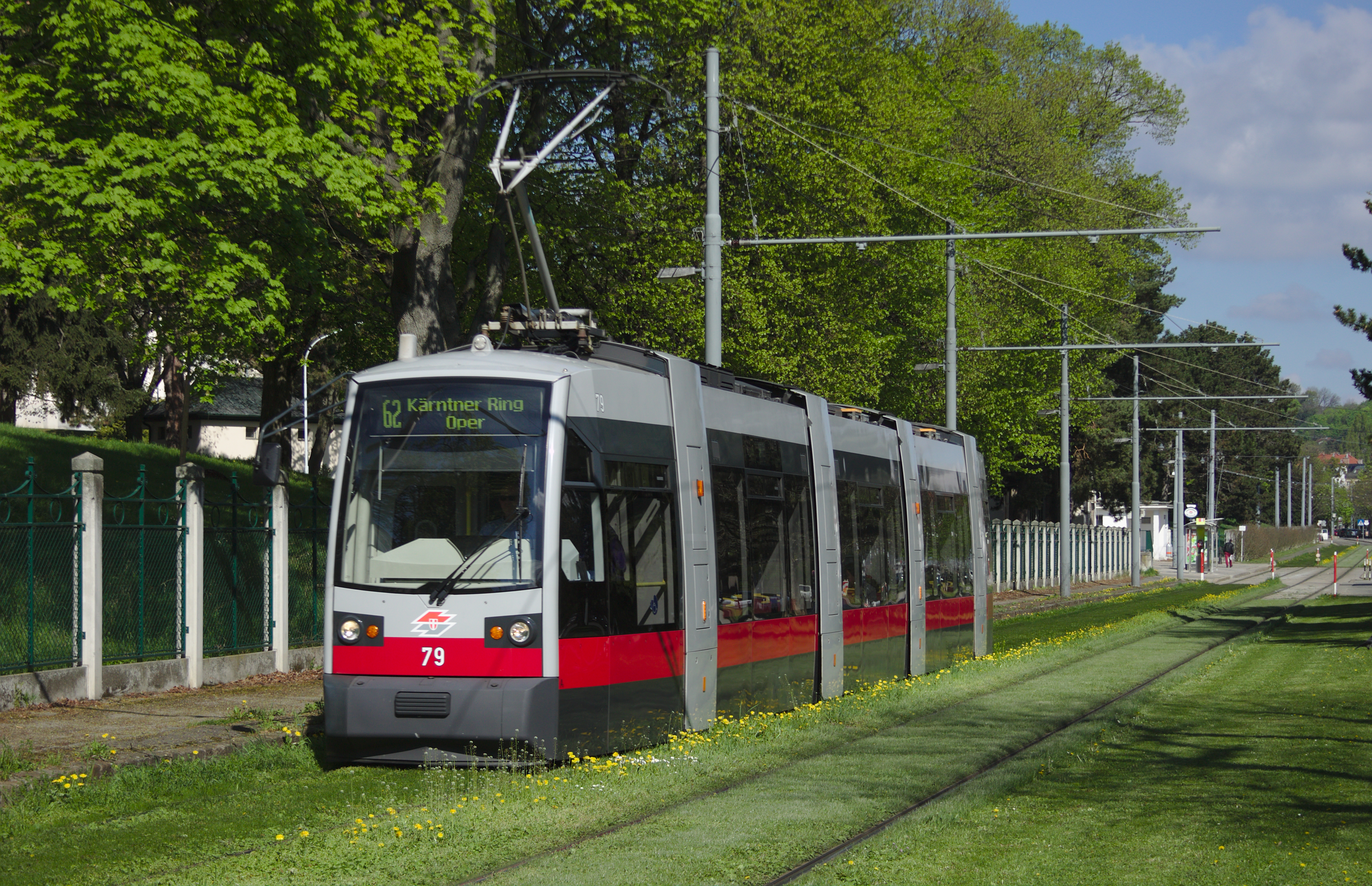
Egy alacsony padlós ULF villamos

Az Ultra Low Floor, vagy röviden ULF Bécs első, és egyetlen alacsony padlós villamostípus-családja. Gyártója a Siemens, formatervezője a Porsche. Mint ahogy a neve is mutatja a belépőmagassága szuper alacsony, mindössze 19 cm. Ez több különleges műszaki megoldást is igényelt, mint például, hogy az állómotorokat a csuklókba építettek be. Az első ULF 1995-ben állt forgalomba, a gyártás pedig egészen 2017-ig tartott. Belőlük létezik rövidebb (24 m-es) és hosszabb (35 m-es) darabok is.
A rövidebbet A, a hosszabbat B betűvel jelölik, továbbá a második generációs járművek kaptak még alsó indexbe egy 1-es számot is. Így a típus négy altípusa az A, B, A1 és B1. Ezekből összesen jelenleg több, mint 300 darab közlekedik.

#### A második alacsony padlós típus: Flexity
2014-ben, még az ULF típusok gyártása idején, 119 plusz 37 opcionálisan lehívható Flexity D villamos beszerzéséről kötött szerződést a Wiener Linien és a Bombardier gyártócég. A villamosok összárát 562 millió euróban állapították meg, a gyártás 2016-ban kezdődött el. A prototípus 301-es pályaszámmal 2018. december 6-án közlekedett először utasforgalomban, a 67-es vonalon. A tervek szerint 2026-ig az összes járművet állományba veszi a közlekedési cég, amikkel az elavult E2-es típusú kocsikat kívánják leváltani.

#### Az E sorozatú járművek

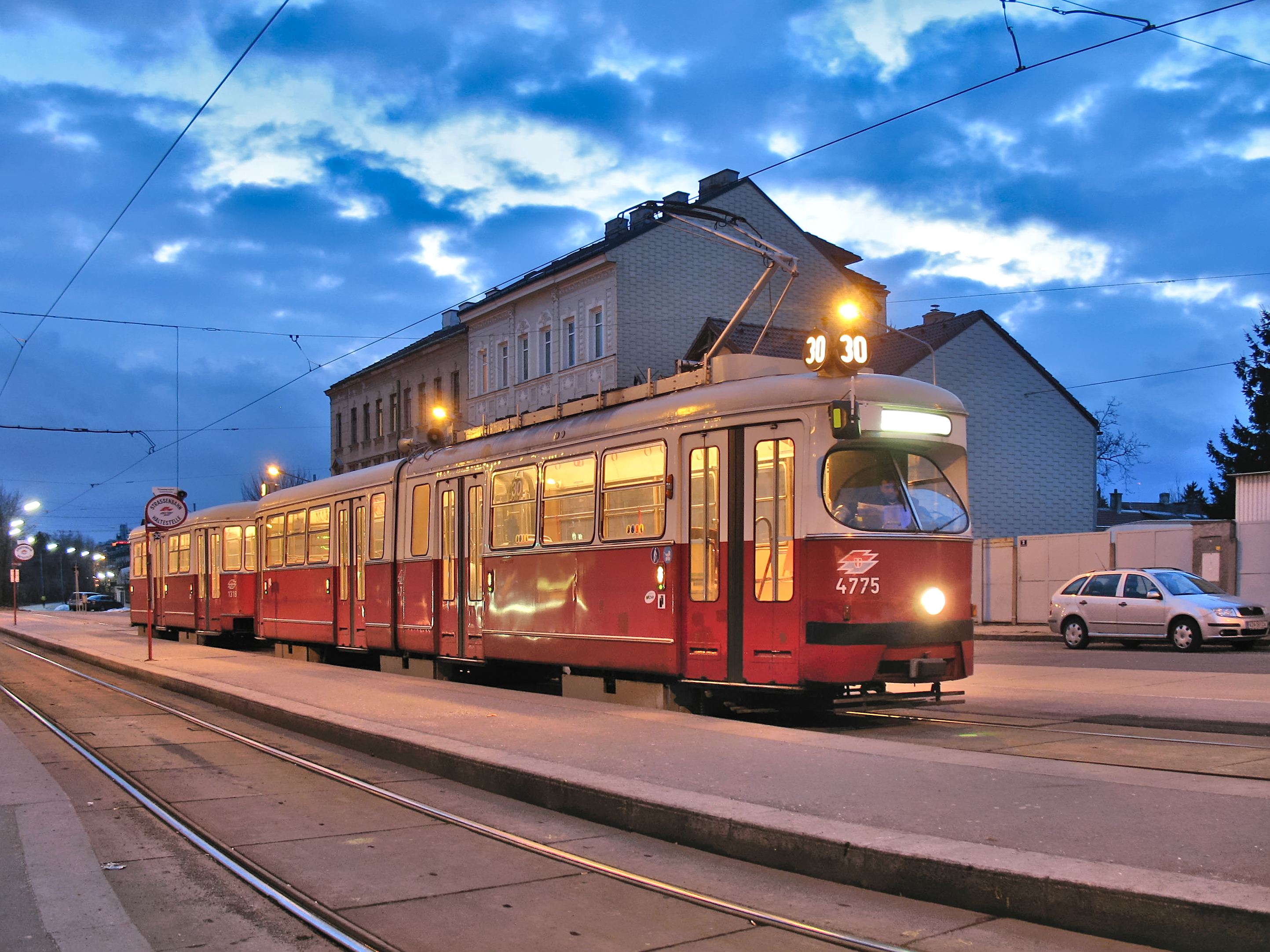
Egy E_{1} típus

Az E sorozatú villamosok Bécs egyik igen elterjedt és jellegzetes járművei. Ismerősek lehetnek Magyarországról is, hiszen 2015-ig Miskolcon is közlekedtek ennek a sorozatnak az E1-es változatai.
A villamosok magas padlósak és hattengelyesek és körülbelül 20 m hosszúak. Az E sorozat három altípusra bontható. Az első a sima E, ennek az első darabja 1959-ben állt forgalomba és ezzel indult el a nagyszámú széria pályafutása. 1966-ban jelent meg az erősebb motorral felszeret továbbfejlesztett változat, ez az E1-es típusjelzést kapta, valamint ezek közlekedtek Miskolcon is. A még tovább fejlesztett, leginkább az elődjétől csak kinézetben különböző E2 variációt 1978-tól gyártották és a teljes sorozat gyártása vele állt le 1990-ben, 32 év után. Bécsben a sorozatból igen sok, 549 db állt forgalomba.
A járműveket két gyár is gyártotta: az Simmering-Graz-Pauker (SGP), ami a mai Siemens jogelődje, és a Lohner, melyet még a típus gyártása alatt megvett a Bombardier. Mind a két gyár Bécsben végezte a gyártást, ám a német DÜWAG licenc alatt.
A sima E és E1kocsikat már leállították, a miskolci MVK Zrt. is egy selejtezési hullámban vásárolt be belőlük. Az E2-esek nagy része még máig forgalomban van.

#### A c sorozatú pótkocsik

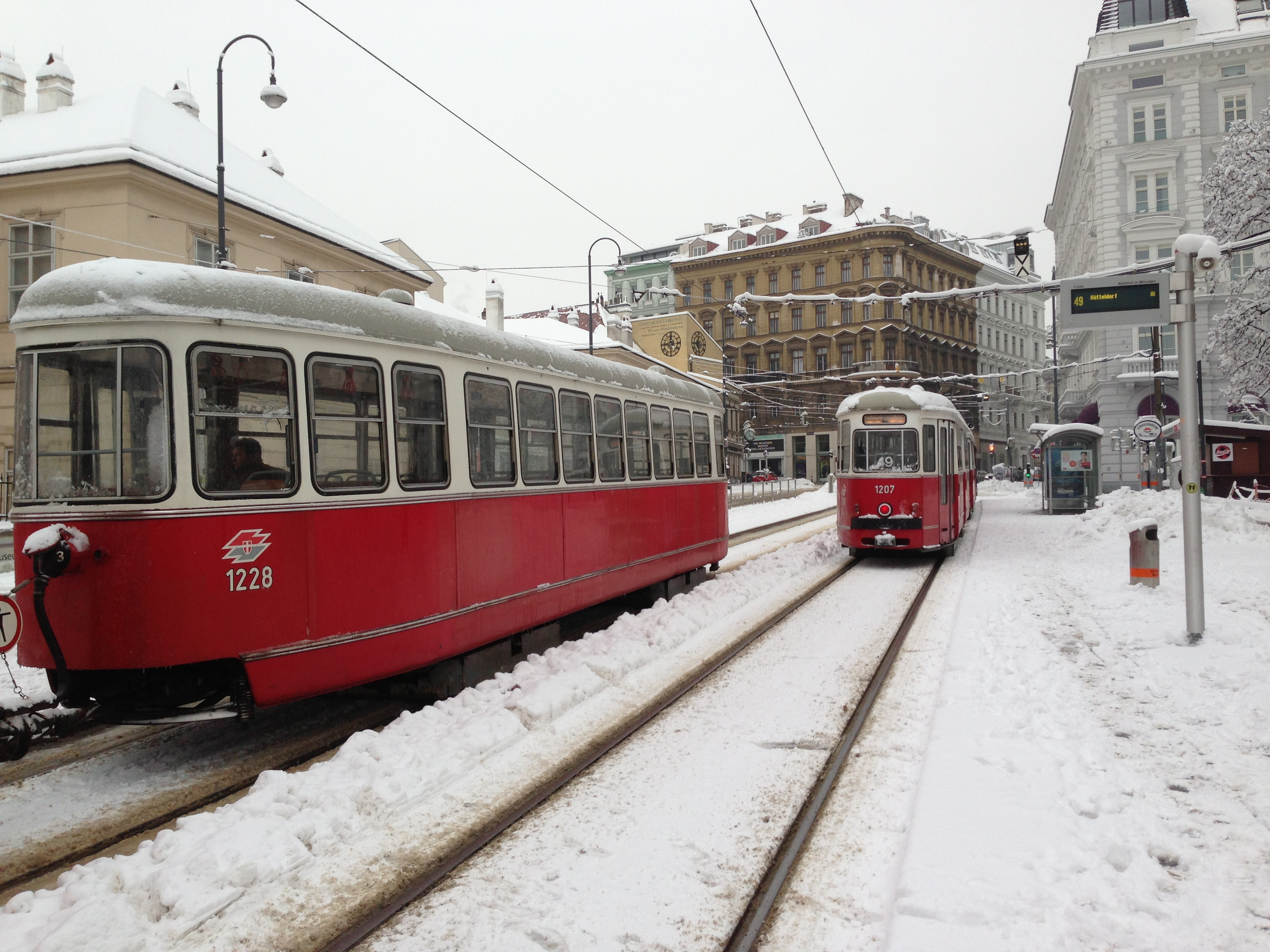
Két c_{3} típusú pótkocsi a hóban

A c típusú pótkocsik motorral nem rendelkeznek, őket a motorkocsik vontatják. Ez a pótkocsisorozat rendkívül nagy számban készült Bécs számára. Az első darab a sima c volt, az egyke prototípus jármű 1954-ben készült, majd különböző módosításokkal folyamatosan készültek a szériagyártott c1, c2, c3, c4 és c5 típusjelzésű példányok. A pótkocsikat kezdetben nem kifejezetten egy motorkocsitípushoz készítették, így a négy tengelyes pótkocsikat annak idején még kéttengelyes és jóval öregebb motorkocsikhoz is kapcsolták. Az idő haladtával ezek a régi vontatójárművek kikoptak a forgalomból, és már csak az E sorozatú motorkocsikkal jártak együtt. 

A c2 és c3 típusokból együttesen 280 db állt forgalomba, a c4-esből 72 db, a c5-ösből 116 db. Ma már csak az utóbbi típus található meg a forgalomban, a c3 típus, ami egyébként Miskolcról is ismerős lehet a folyamatos leállítások után 2017-ben tűnt el végleg a forgalomból, a c4-es pótok az E1-es villamosok közlekedéséig, 2022-ig forgalomban voltak.

### Összefoglaló táblázat
| Kép                       | Típus             | Eredeti darabszám | Jelenlegi darabszám | Pályaszámok         | Gyártási év                          | Bécsben közlekedik | Viszonylatok                                               |
| Forgalmi járművek         | Forgalmi járművek | Forgalmi járművek | Forgalmi járművek   | Forgalmi járművek   | Forgalmi járművek                    | Forgalmi járművek  | Forgalmi járművek                                          |
| ------------------------- | ----------------- | ----------------- | ------------------- | ------------------- | ------------------------------------ | ------------------ | ---------------------------------------------------------- |
|                           | ULF A ♿          | 51 db             | 51 db               | 1–51                | 1995, 1997–2005 (20-28 és 30 évesek) | 1995 óta           | O, 5, 9, 33, 37, 38, 40, 42, 44                            |
|                           | ULF A1 ♿         | 80 db             | 80 db               | 52–131              | 2007–2015 (10-18 évesek)             | 2007 óta           | 5, 9, 10, 37, 38, 40, 42, 44, 52, 62                       |
|                           | ULF B ♿          | 101 db            | 101 db              | 601–701             | 1995, 1998–2005 (20-27 és 30 évesek) | 1995 óta           | D, 1, 2, 6, 11, 18, 25, 26, 31, 38, 40, 41, 43, 49, 60, 71 |
|                           | ULF B1 ♿         | 100 db            | 100 db              | 702–801             | 2009–2017 (8-16 évesek)              | 2009 óta           | D, 1, 2, 6, 11, 18, 25, 26, 31, 38, 40, 41, 43, 49, 60, 71 |
|                           | E2                | 122 db            | 57 db               | 4001–4098 4301–4324 | 1978–1990 (35-47 évesek)             | 1978 óta           | D, 6, 11, 18, 25, 26, 30                                   |
|                           | c5 pótkocsi       | 116 db            | 58 db               | 1401–1517           | 1978–1990 (35-47 évesek)             | 1978 óta           | D, 6, 11, 18, 25, 26, 30                                   |
|                           | Flexity D ♿      | 149               | 149                 | 301-től felfelé     | 2017–                                | 2018 óta           | 6, 11, 18, 46, 49, 60, 71                                  |
| Egykori járművek 2000 óta |                   |                   |                     |                     |                                      |                    |                                                            |
|                           | E                 | 89 db             | 1 db (múzeum)       | 4401–4459 4601–4630 | 1959–1962                            | 1959–2007          |                                                            |
|                           | E1                | 338 db            | 1 db (múzeum)       | 4461–4560 4631–4868 | 1966–1976 (49-59 évesek)             | 1966 – 2022        |                                                            |
|                           | c2 pótkocsi       | 90 db             | 1 db (múzeum)       | 1001–1090           | 1954–1959                            | 1954–2001          |                                                            |
|                           | c3 pótkocsi       | 190 db            | 2 db (múzeum)       | 1101–1290           | 1959–1962 (63-66 évesek)             | 1959–2017          |                                                            |
|                           | c4 pótkocsi       | 72 db             | ?                   | 1301–1373           | 1974–1977                            | 1974–2022          |                                                            |

## Kocsiszínek

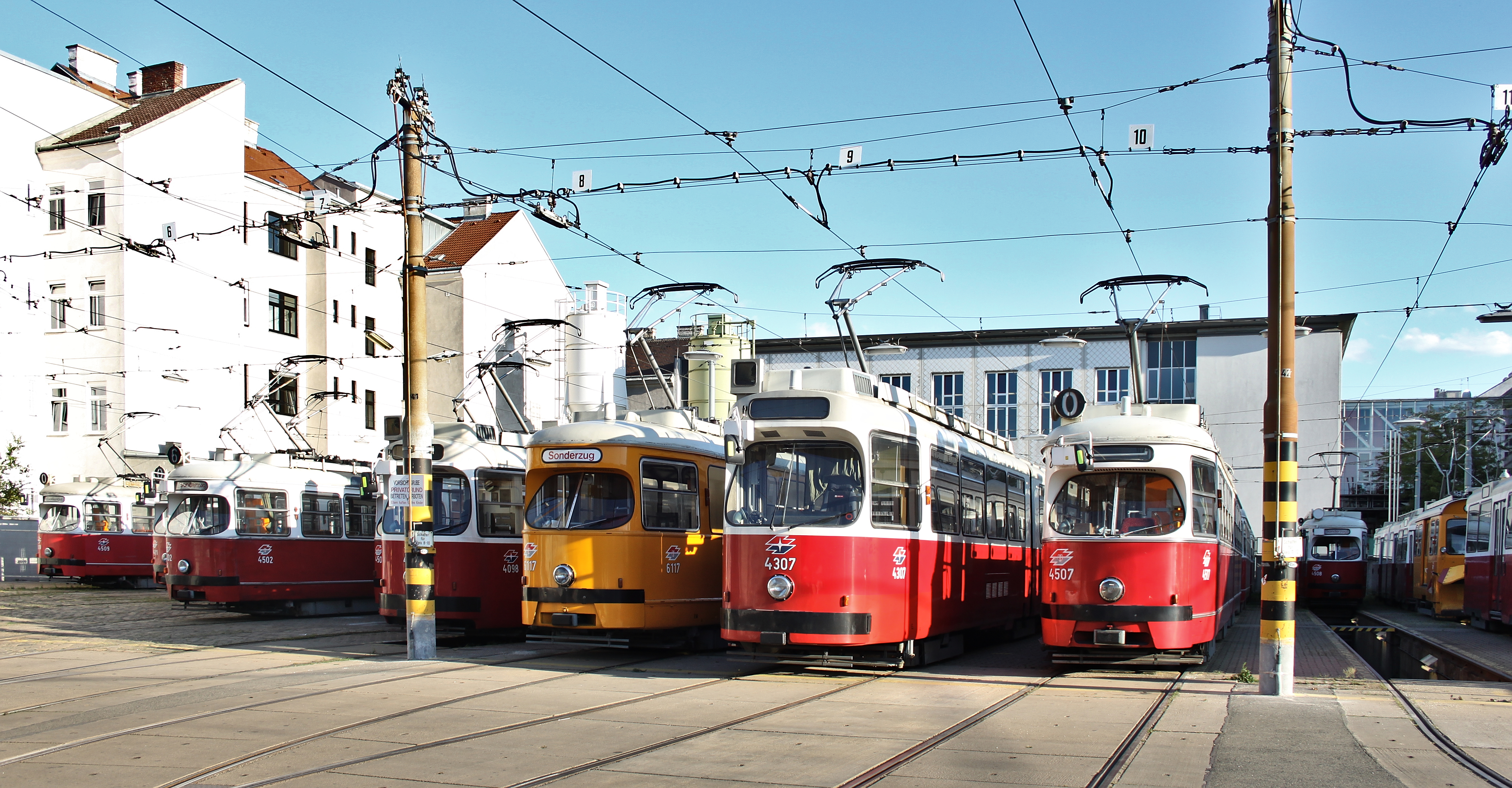
Villamosok Favoriten kocsiszínben

A villamoshálózat működését több kocsiszín is garantálja, ezek a város különböző pontjai között vannak szétszórva. Járműjavítás viszont nem mindenhol működik. Takarékosságból több kocsiszínt leminősítettek tárolóállomássá, ahol leginkább csak a villamosok tárolását végzik.
Régen több kocsiszín volt Bécsben, már sokat bezártak belőlük. Ilyen például a felhagyott Vorgartenstraße, Assmayergasse, Breitensee, Linke Wienzeile, Währing, Grinzing, vagy Kagran kocsiszínek, valamint Erdberg is, ahol ma a villamosmúzeum üzemel. Utoljára a Breitensee kocsiszínt zárták be 2006-ban, járműveit Rudolfsheim vette át.
A legnagyobb javításokat a főműhely végzi, ez a város délkeleti részén, a köztemető alatt helyezkedik el. Ez nem foglalkozik járműkiadással, kizárólag javítóműhelyként működik. Ugyan nincs metrókapcsolata, de a metrókocsik főjavítását is itt végzik.
| Név                | Viszonylatok             | Járművek                                        | Cím                                      | Legközelebbi megálló | Fotók |
| ------------------ | ------------------------ | ----------------------------------------------- | ---------------------------------------- | -------------------- | ----- |
| Favoriten (FAV)    | 1, 6, 11, 18, D, O, U2Z  | ULF A, ULF A1, ULF B, ULF B1, E2, c5, Flexity D | 10. kerület, Gudrunstraße 153            | Gudrunstraße         |       |
| Simmering (SIM)    | 11, 71, D                | ULF B, ULF B1, E2, c5, Flexity D                | 11. kerület, Simmeringer Hauptstraße 156 | Fickeysstraße        |       |
| Floridsdorf (FLOR) | 2, 5, 25, 26, 30, 31, 33 | ULF B, ULF B1, E2, c5                           | 21. kerület, Gerichtsgasse 5             | Floridsdorfer Markt  |       |
| Brigittenau (BRG)  | 1, 2, 5, 30, 31, 33, O   | ULF A, ULF B, ULF B1, E2, c5                    | 20. kerület, Wexstraße 13                | Wexstraße            |       |
| Kagran (KAG)       | 2, 25, 26                | ULF B, ULF B1                                   | 22. kerület, Prandaugasse 11             | Kagran               |       |
| Hernals (HLS)      | 1, 2, 9, 40, 41, 42, 43  | ULF A, ULF A1, ULF B, ULF B1, E2, c5            | 17. kerület, Hernalser Hauptstraße 138   | Wattgasse            |       |
| Gürtel (GTL)       | 1, 37, 38, 40, 41, 42, D | ULF A, ULF A1, ULF B, ULF B1, E2, c5            | 18. kerület, Währinger Gürtel 131        | Nußdorfer Straße     |       |
| Rudolfsheim (RDH)  | 5, 9, 18, 46, 49, 52, 60 | ULF A, ULF A1, ULF B, ULF B1, E2, c5, Flexity D | 15. kerület, Schwendergasse 51           | Anschützgasse        |       |
| Ottakring (OTG)    | 10, 44, 46, 49, 60       | ULF A, ULF A1, ULF B, ULF B1, E2, c5, Flexity D | 16. kerület, Joachimsthalerplatz 1       | Joachimsthalerplatz  |       |
| Speising (SPEIS)   | 10, 49, 52, 60, 62       | ULF A, ULF A1, ULF B, ULF B1, E2, c5, Flexity D | 13. kerület, Hetzendorfer Straße 188     | Wattmanngasse        |       |

## Közlekedési múzeum
A bécsi villamosmúzeum a korábbi Erdberg kocsiszínben üzemel. Itt nem csak villamosok, hanem metró, stadtbahn és buszok is ki vannak állítva, valamint a múzeum bemutatja a bécsi közlekedés történetét. A kiállított járműveknek több tulajdonosa van, a városi közlekedési vállalat, a Wiener Linien, valamint magáncégek, a VEF (Verband der Eisenbahnfreunde) és a WTM (Wiener Tramwaymuseum). Utóbbiak bérbe is adnak villamosokat, külön megrendelésre lehet a nosztalgiajárművekkel utazni. A múzeumot 2014-ben felújították, ezóta használják a Remise elnevezést. A múzeum jelenleg is látogatható a nyitvatartása szerint. Címe: Fruethstraße 6.

## Az elővárosi villamos, a Wiener Lokalbahn

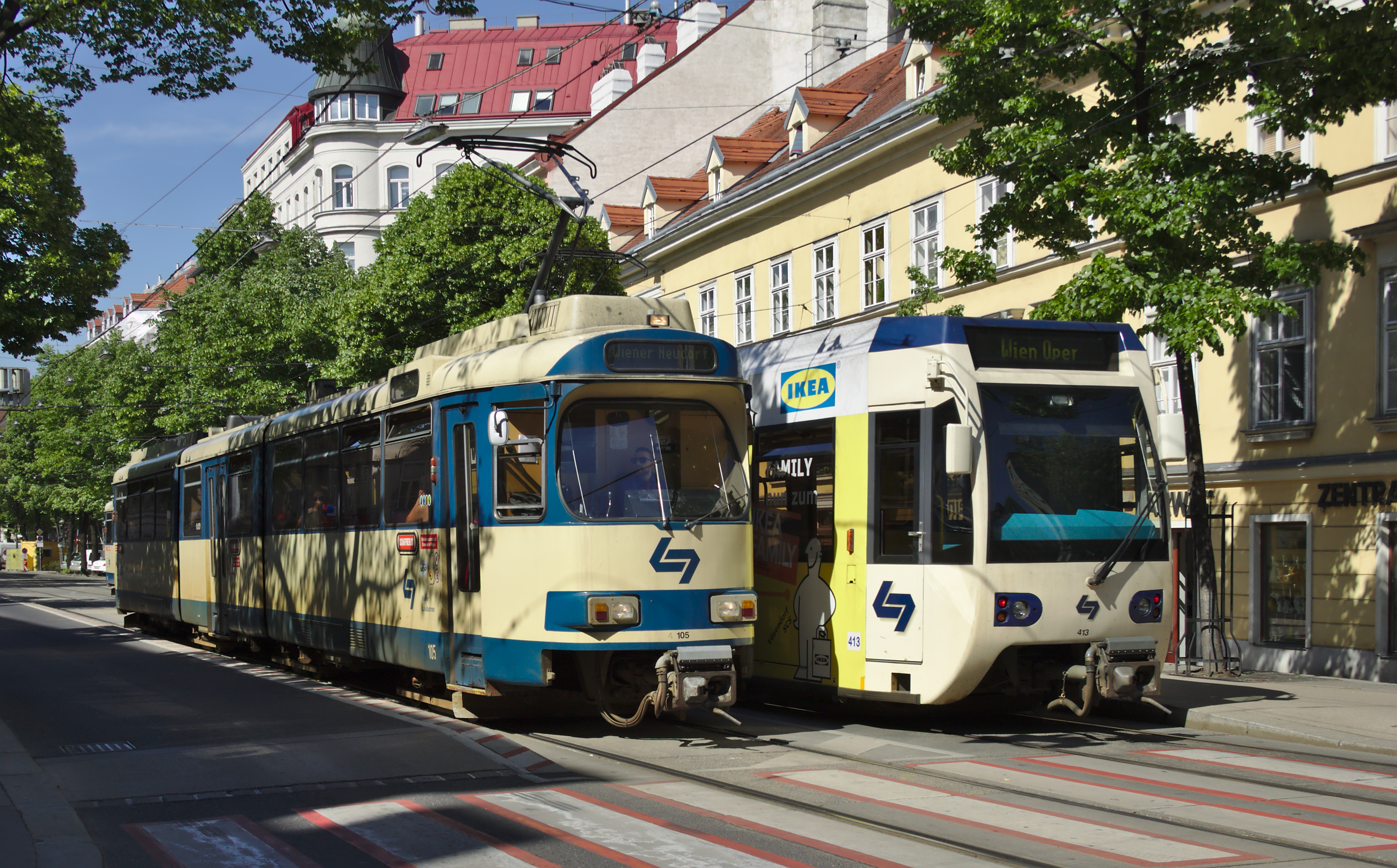
A Lokalbahn járművei kék-fehér színűek

A Wiener Lokalbahn, vagy röviden WLB, Bécs és a tőle délre fekvő Baden települést köti össze. Ez egy elővárosi villamos, ami Badentől indulva külön pályán közlekedik, ám nem áll meg Bécs határánál, hanem az embereket egyenesen beviszi a belvárosba, méghozzá a villamospályán. Erre a közlekedési eszközre nincs magyar szó, angolul Tram-train a neve, ami jól ki is fejezi, hogy ez egy vasút és villamos ötvözete. Villamos, hiszen Bécsben a villamospályán halad, 600 V-os feszültséggel, de a várost elhagyva már külön pályán halad, valamint át is vált 750 V-os, illetve 850 V-os feszültségre.

A rendszer egyértelmű előnye az átszállásmentesség a környező települések és a bécsi belváros között, valamint a jó városi átszállási kapcsolatok. Külön érdekesség, hogy a Wiener Lokalbahnt egy magáncég, a Wiener Lokalbahnen üzemelteti. Mivel ez a cég is tagja a VOR tarifaszövetségnek, a Kernzone-n belül, azaz Karlsplatz és Vösendorf-Siebenhirten megállók között a Lokalbahn is igénybe vehető a villamosra is érvényes tarifákkal.
A villamoshálózatba Meidling vasútállomásnál lép be, onnantól teljes egészében a 62-es villamos útvonalán, a Gürtel alatti alagút érintésével éri el Karlsplatzot és az Operaházat.

## Galéria

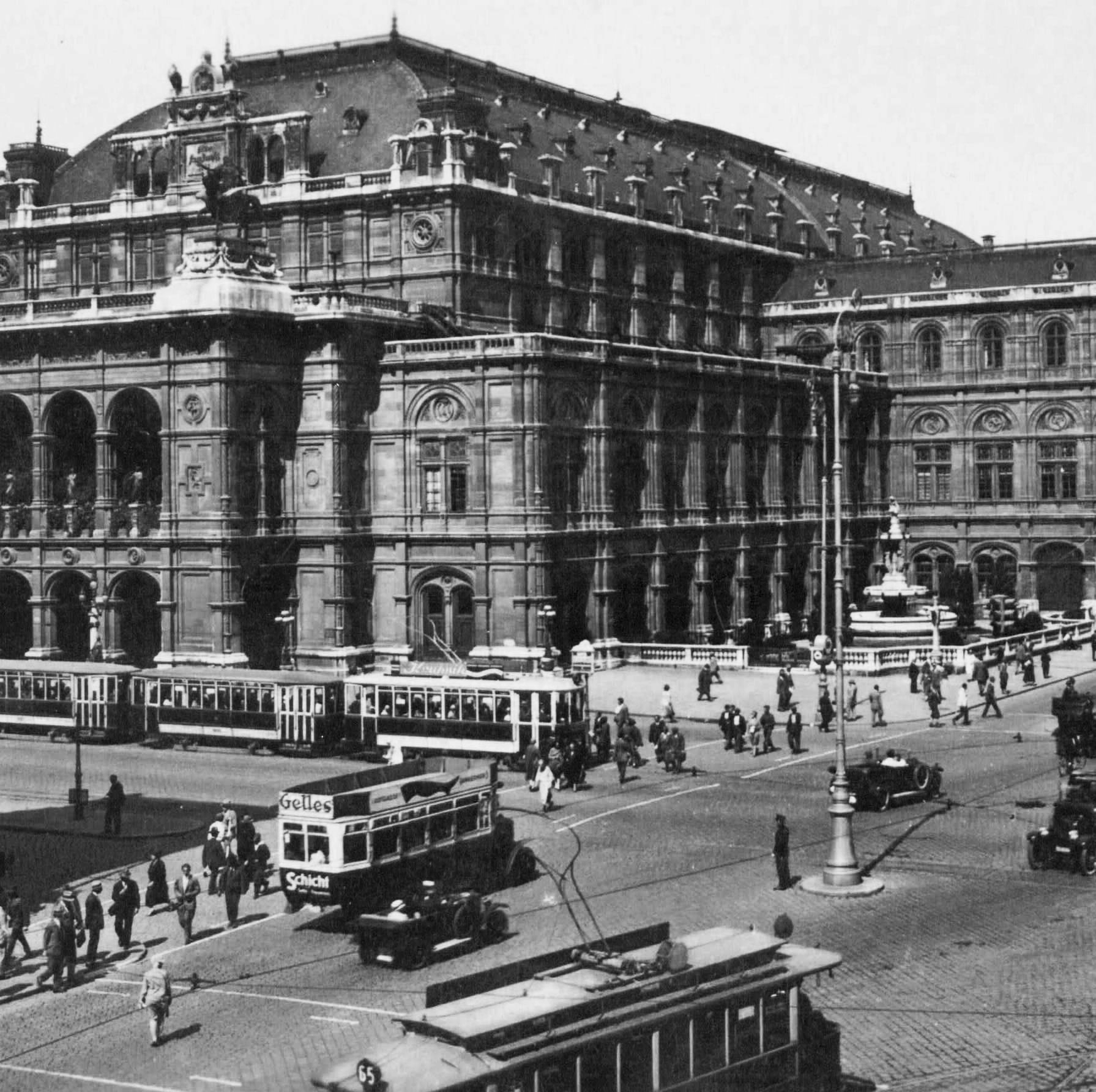
Az Operaház 1932-ben
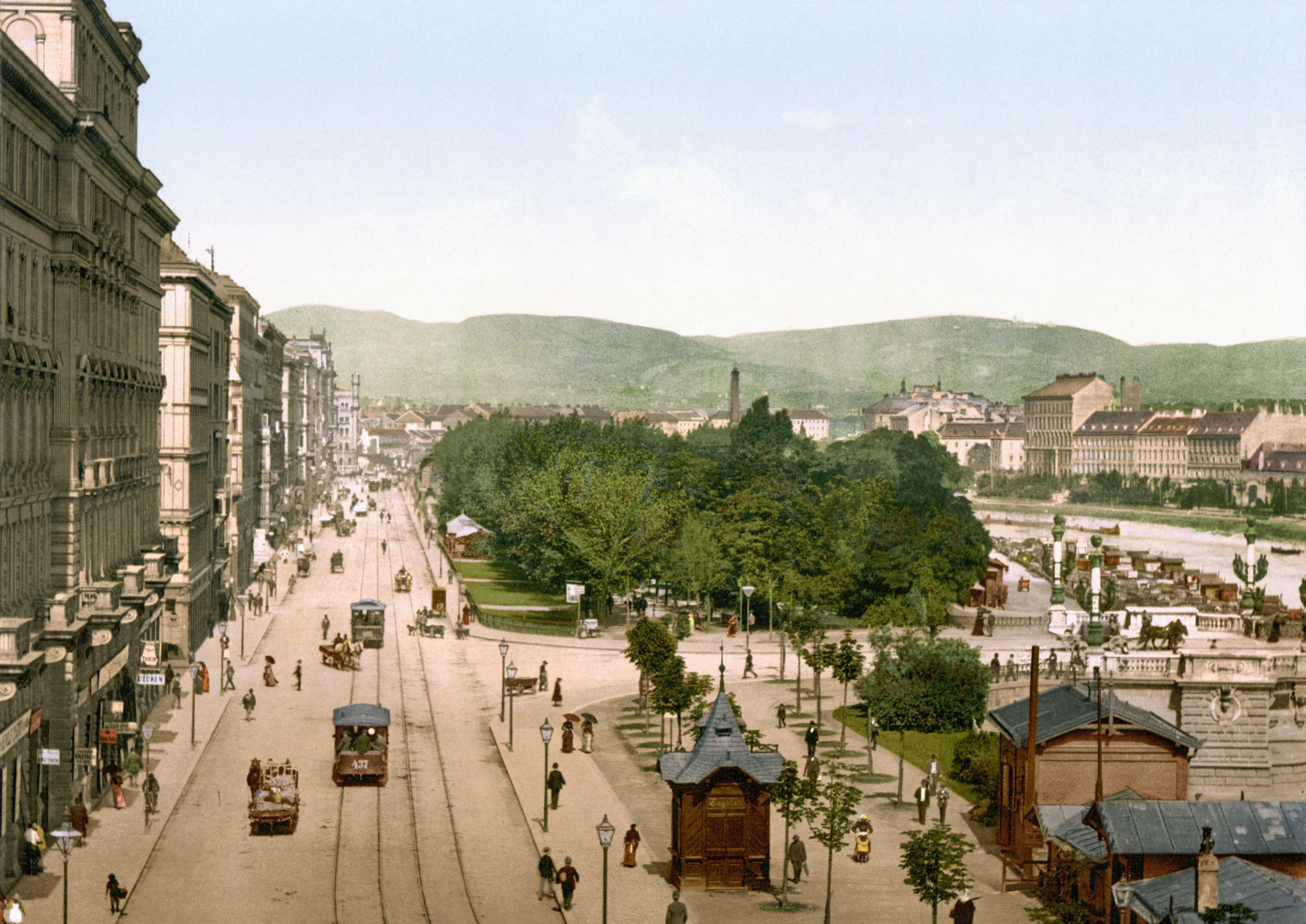
A Ferenc József rakpart az 1900-as években
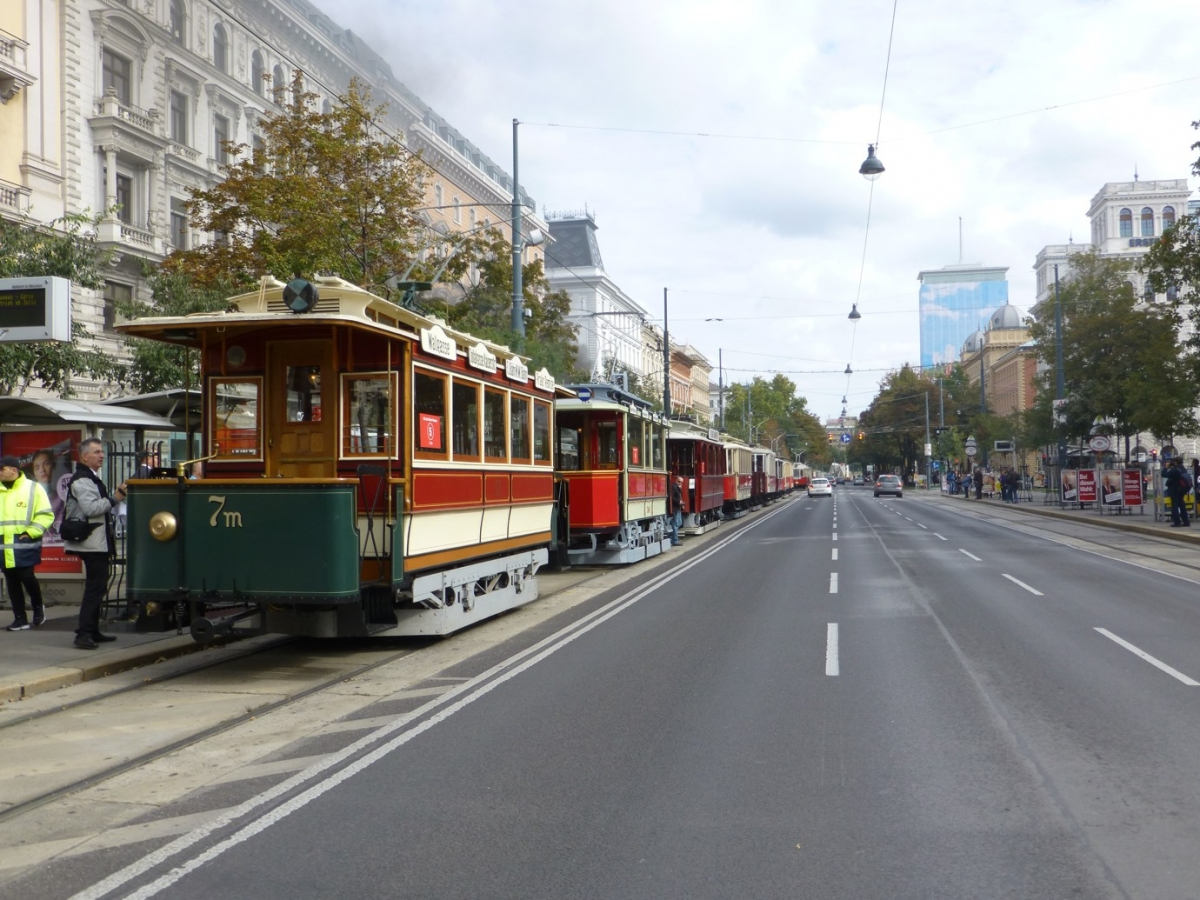
„150 éves a villamosközlekedés” ünnepség
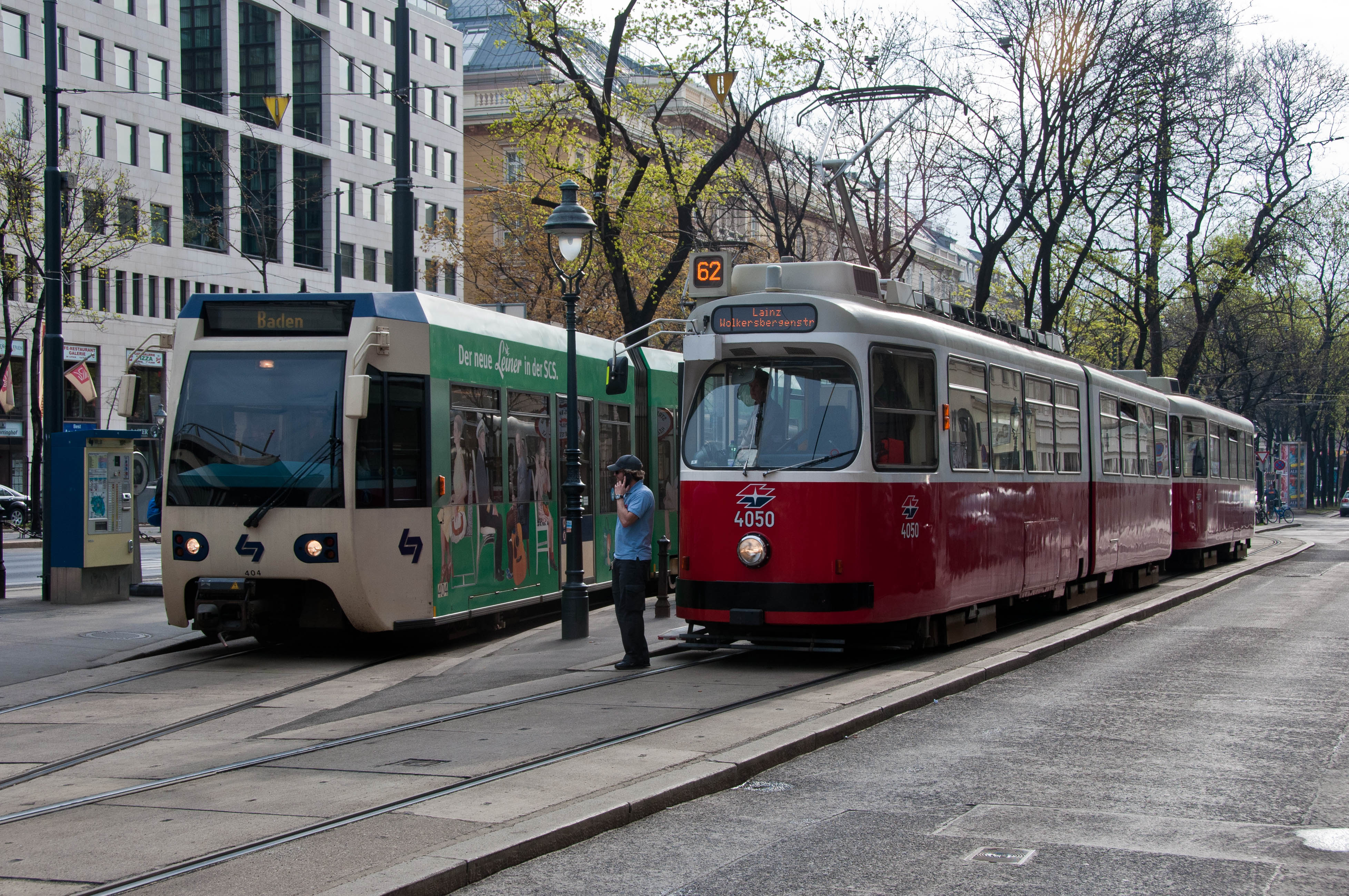
A Badenbe tartó elővárosi villamos és mellette a 62-es
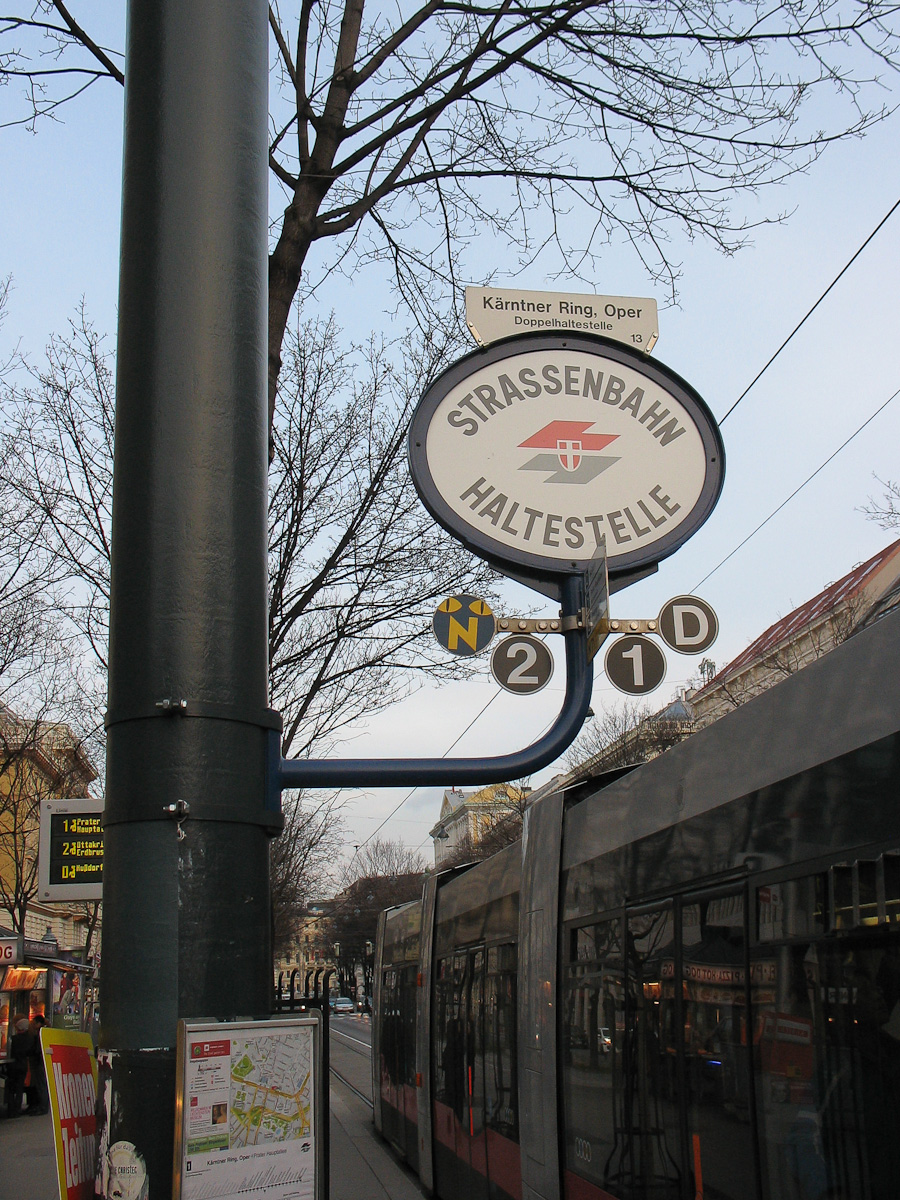
Hagyományos megállótábla
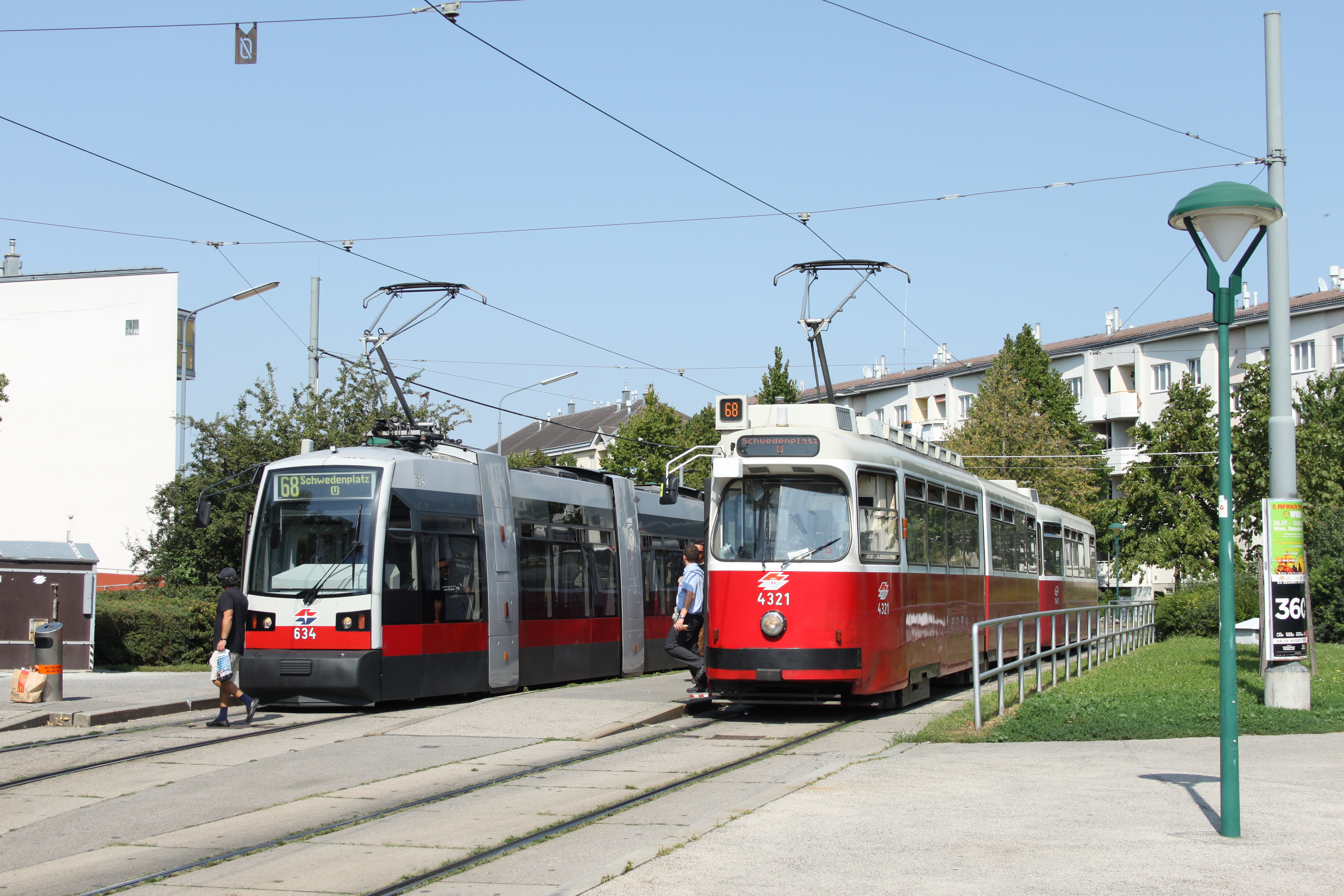
ULF és E2-es járművek
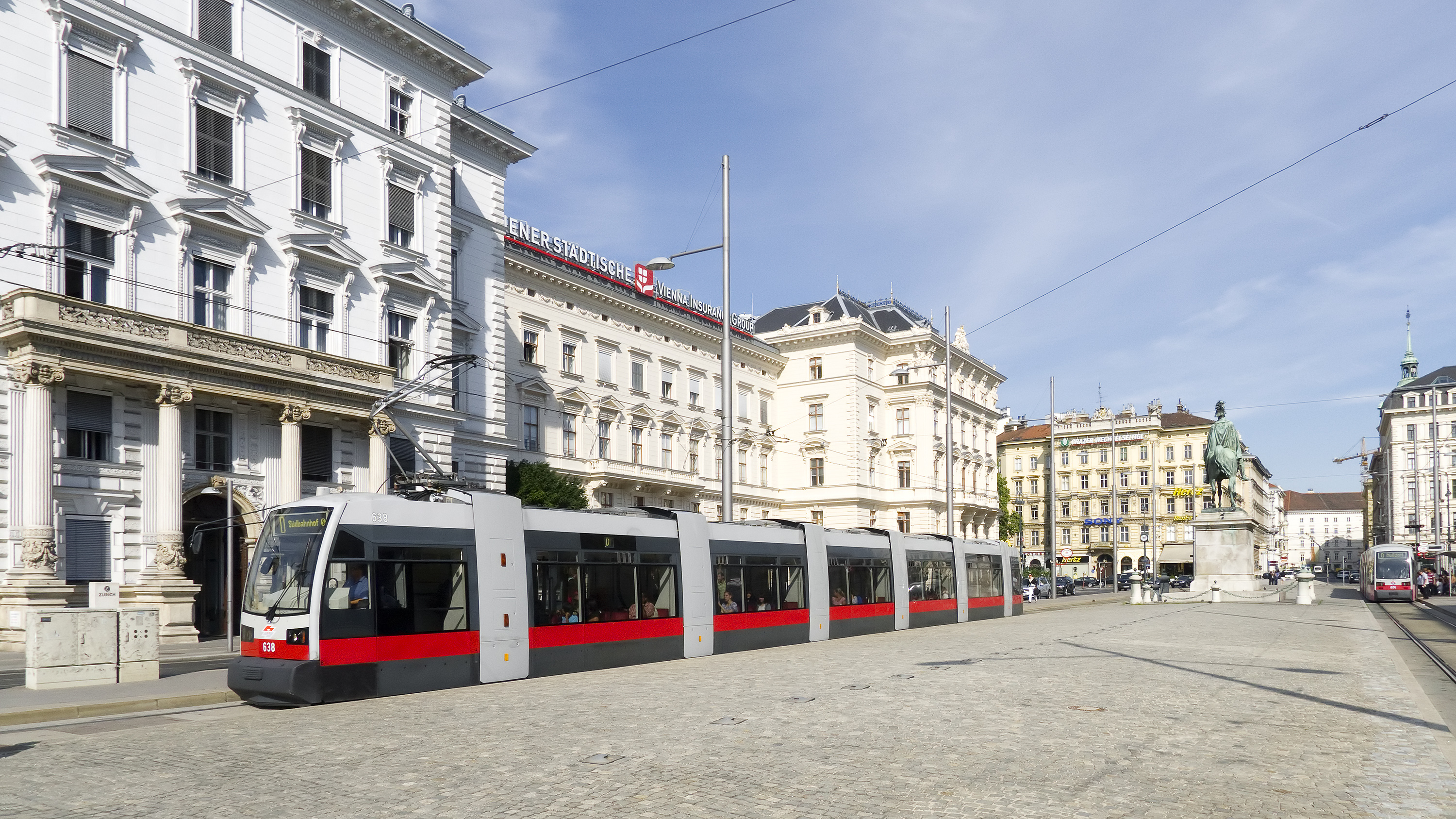
A Schwarzenbergplatz
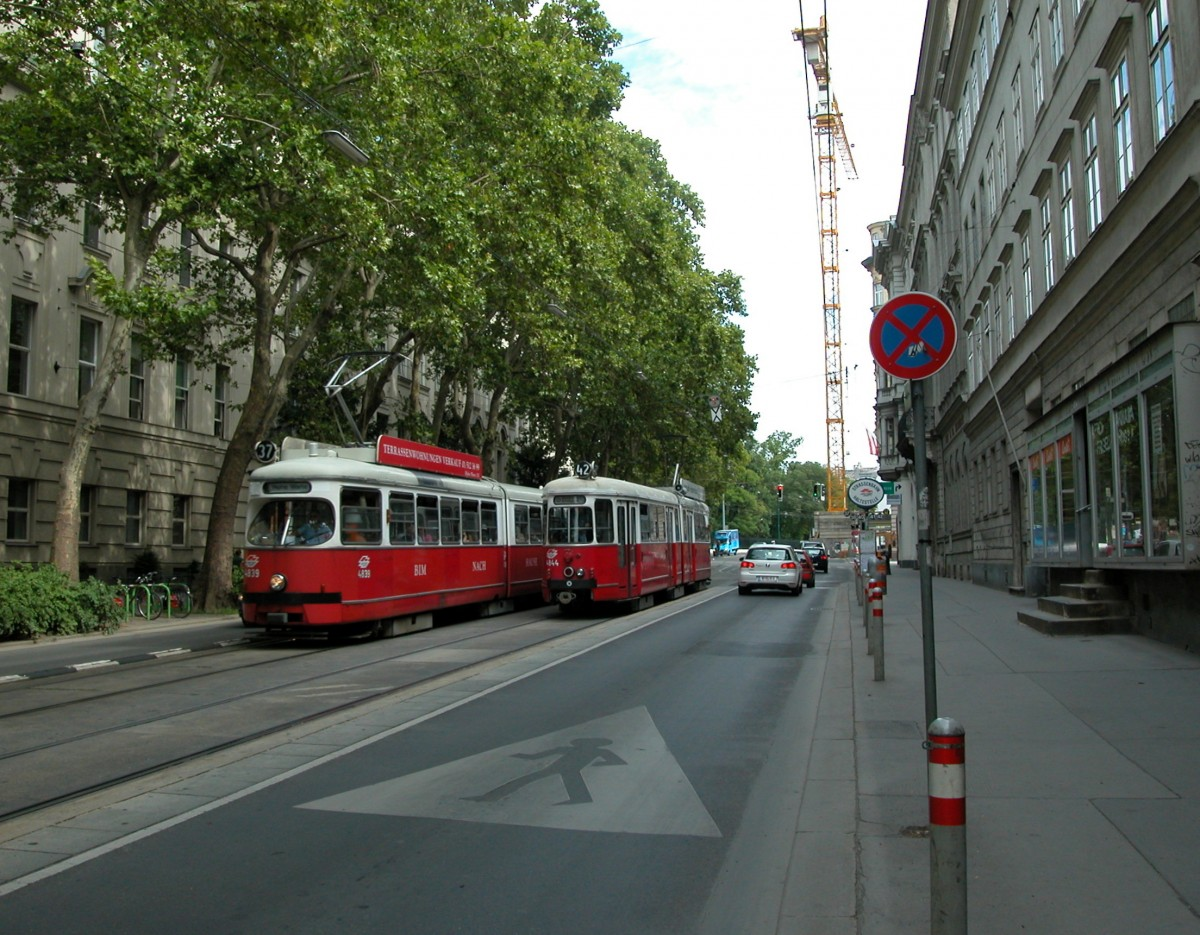
A Währinger Strasse
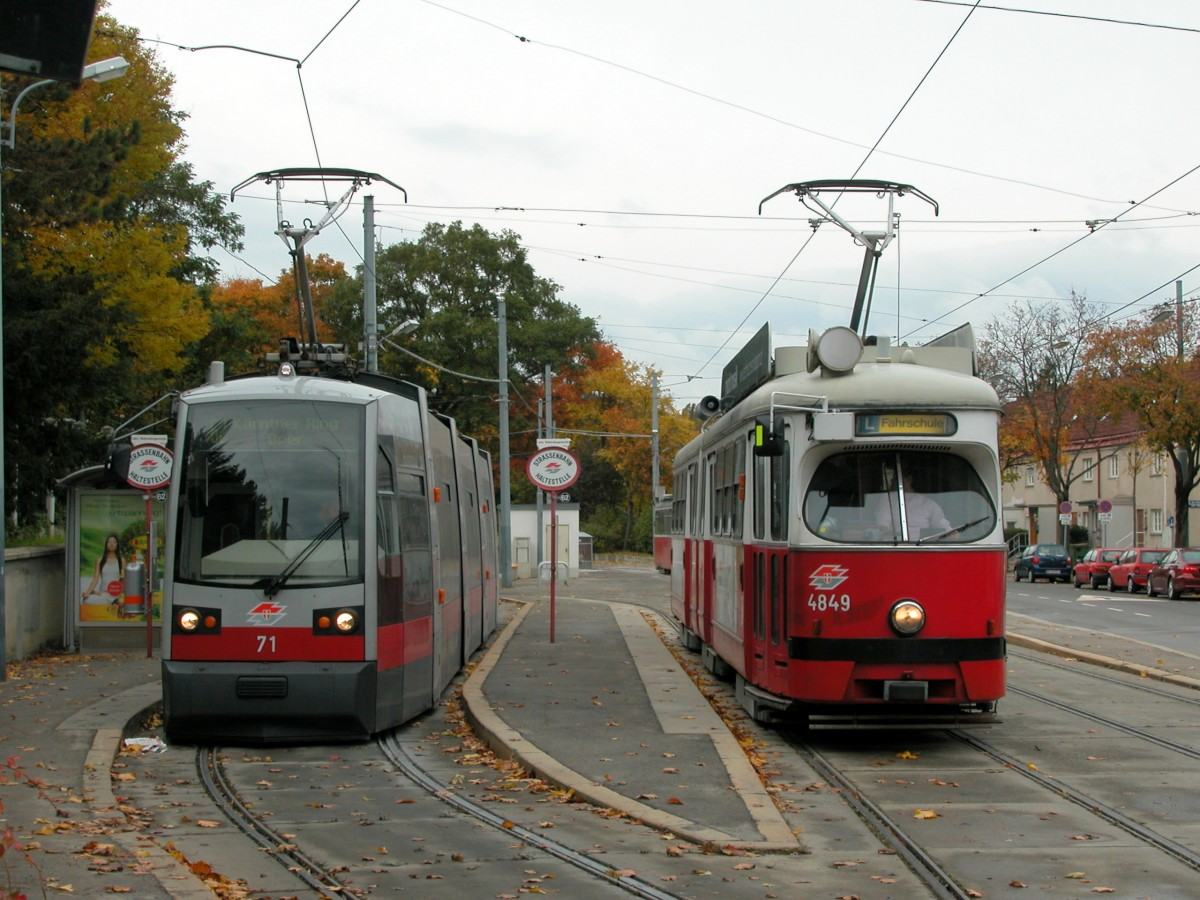
Lainz
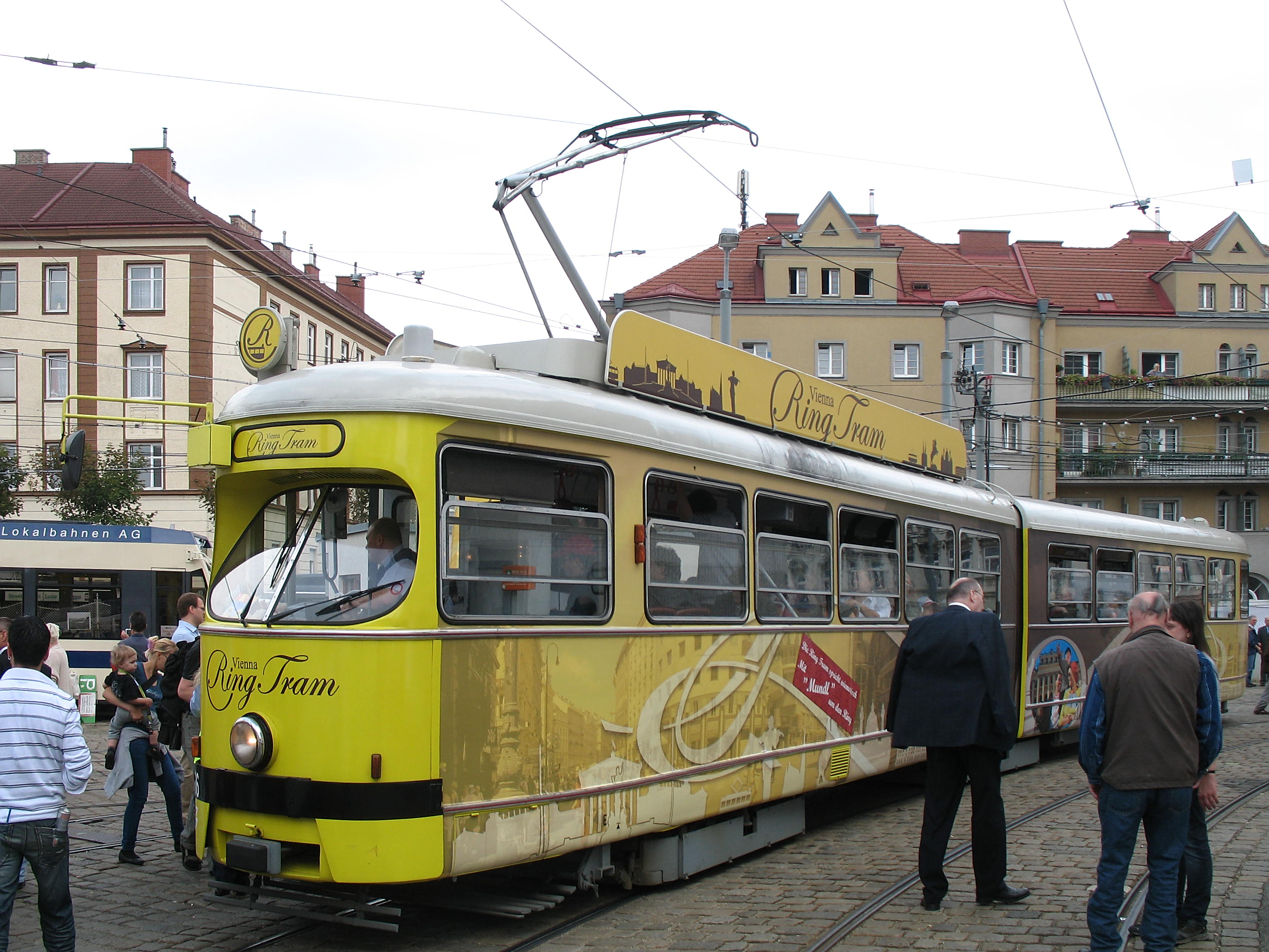
Városnéző villamos
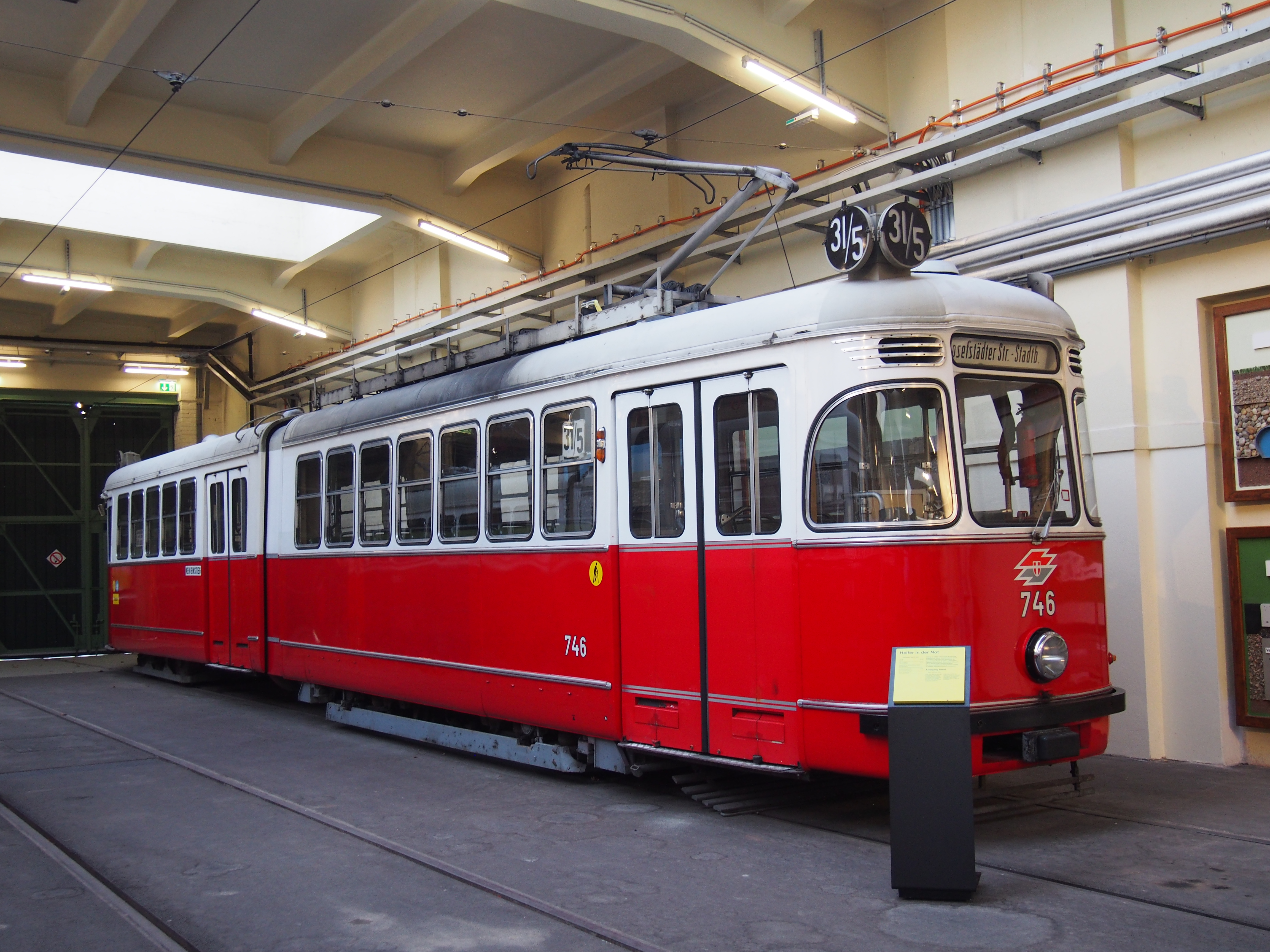
Egy nosztalgiavillamos a múzeumban
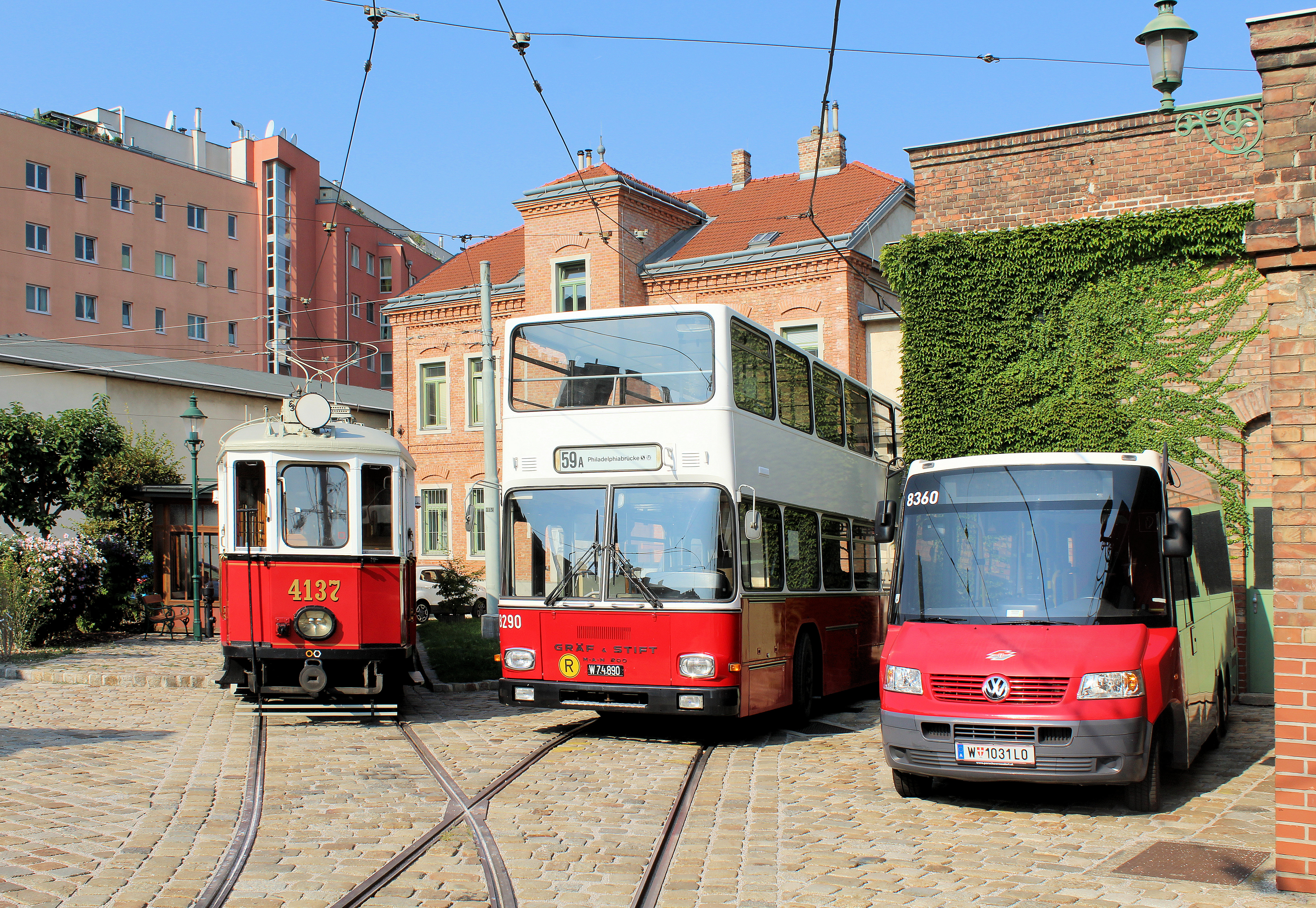
Közlekedési múzeum
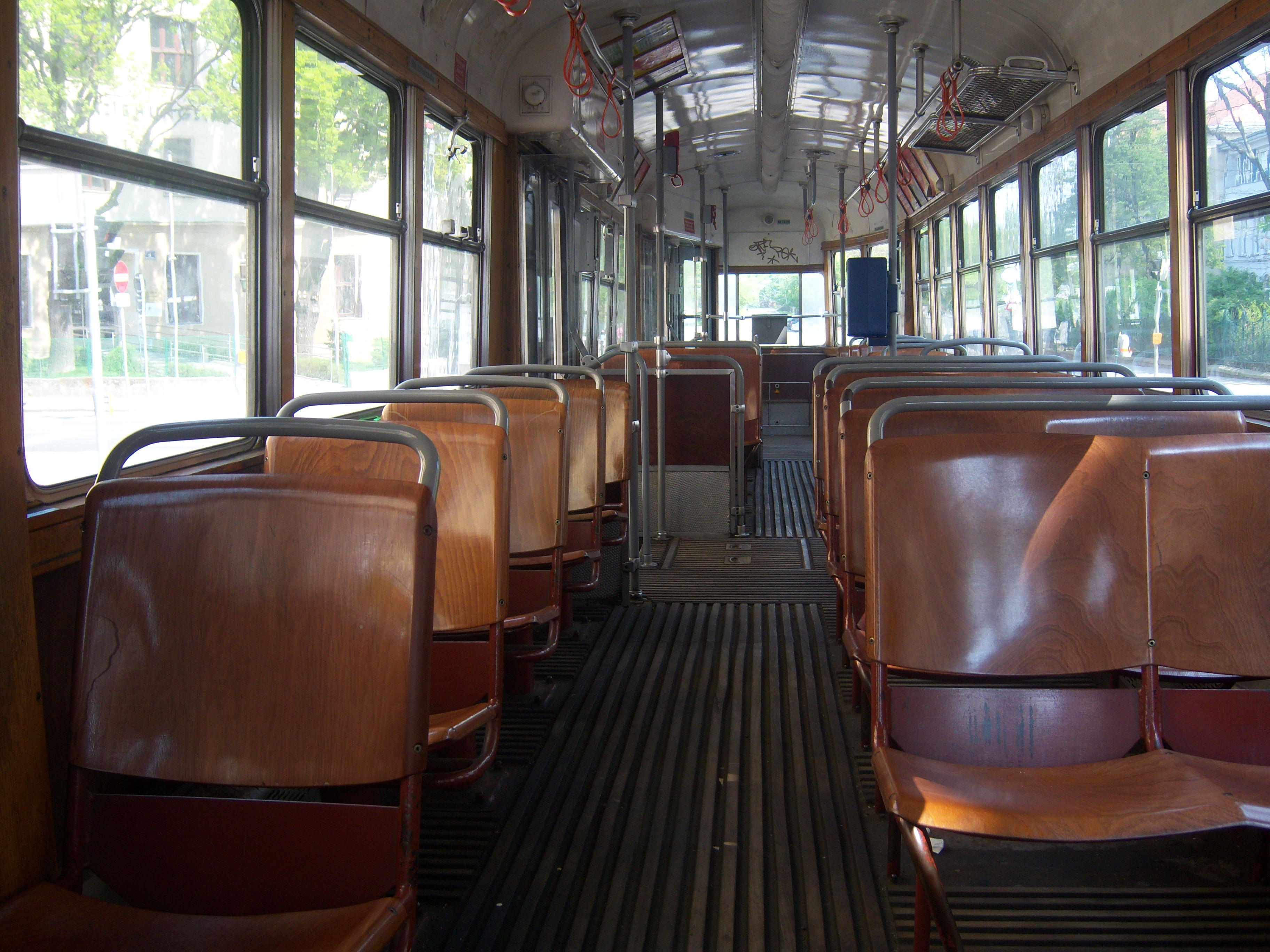
Egy c3 pótkocsi utastere. Az összes magas padlós járműben fa ülések vannak
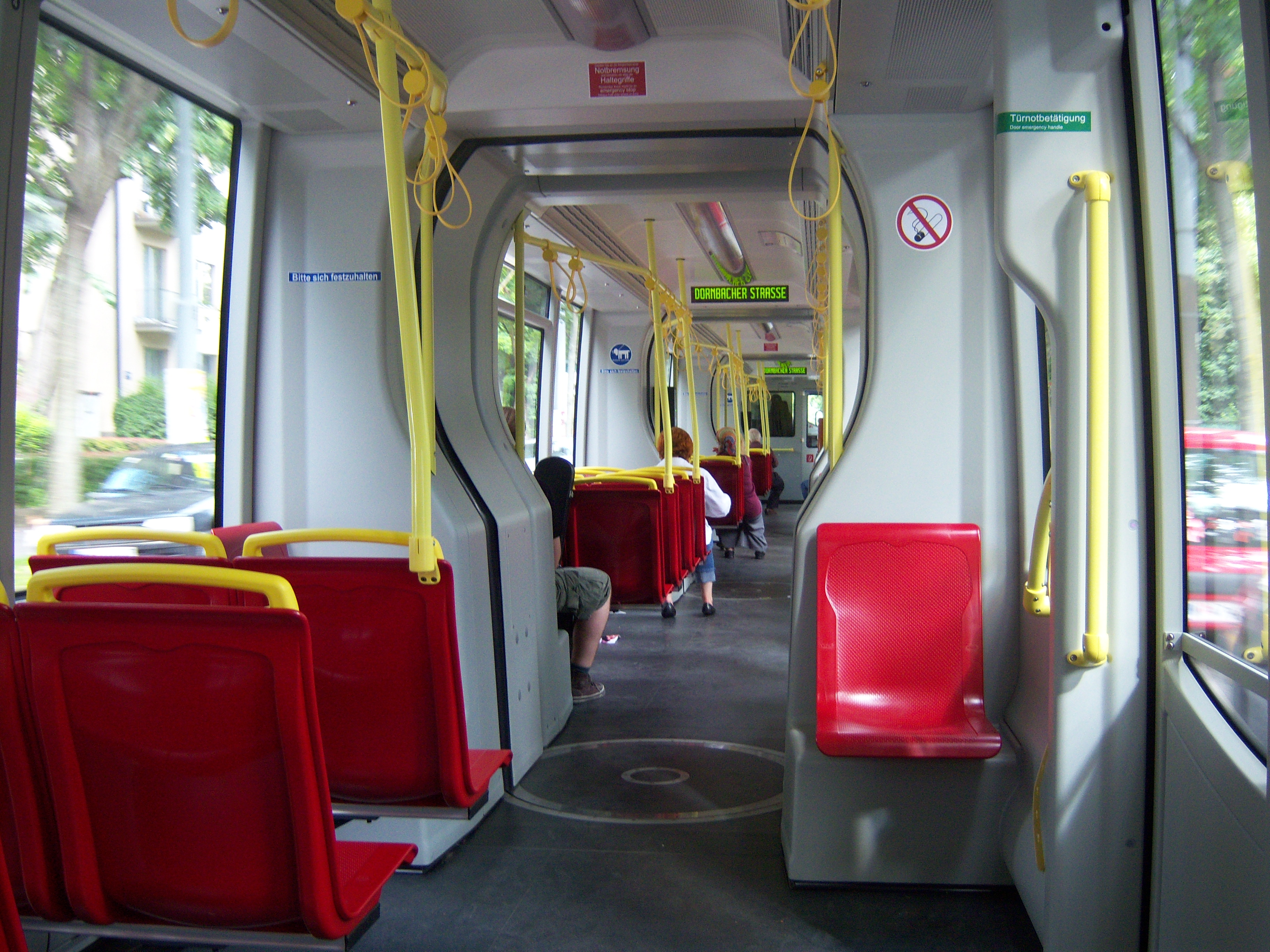
Egy ULF villamos utastere
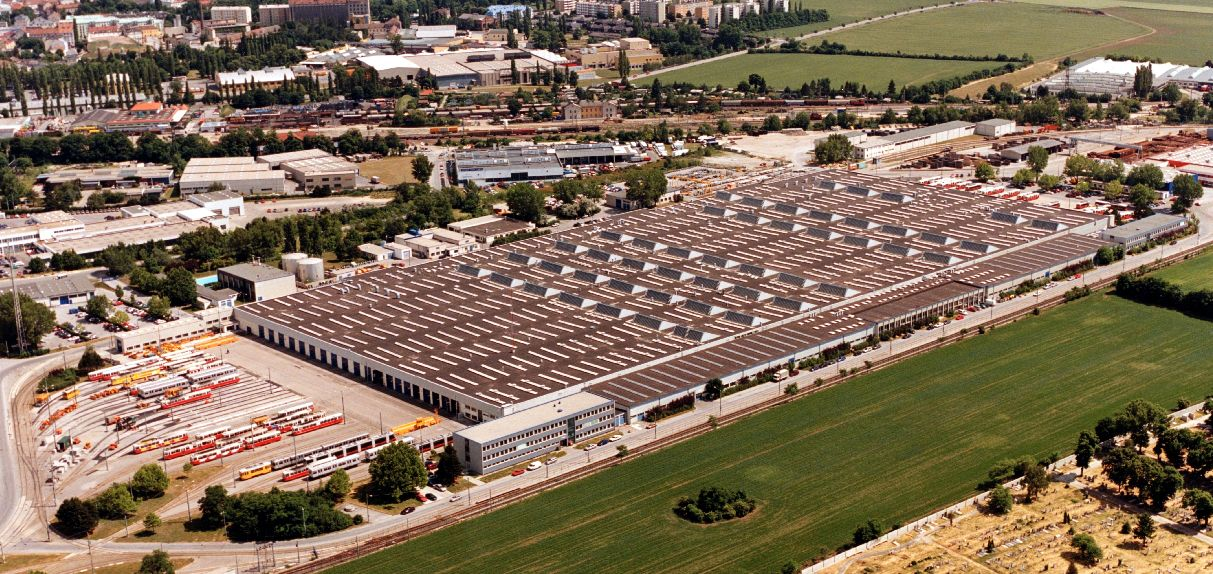
A főműhely egy légifelvételen
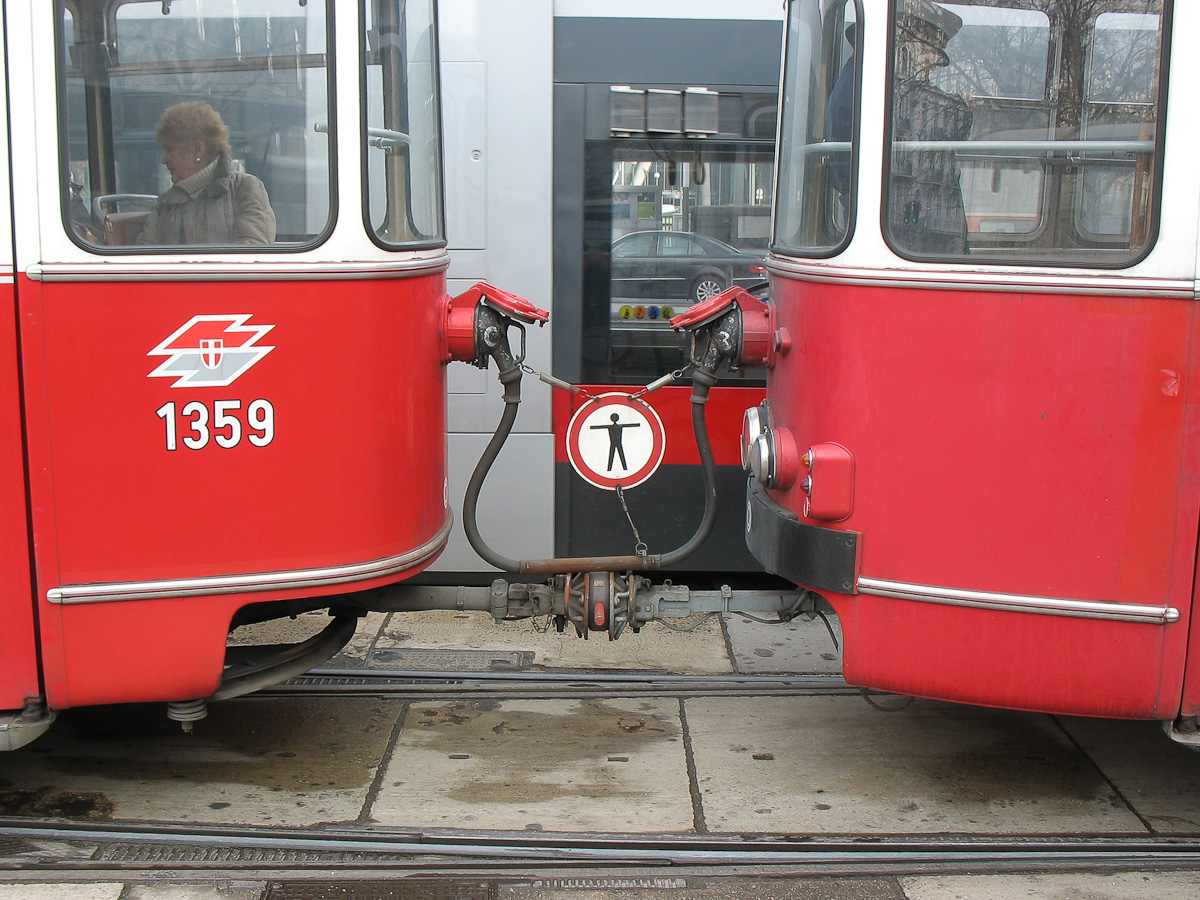
Motorkocsi és pótkocsi csatlása
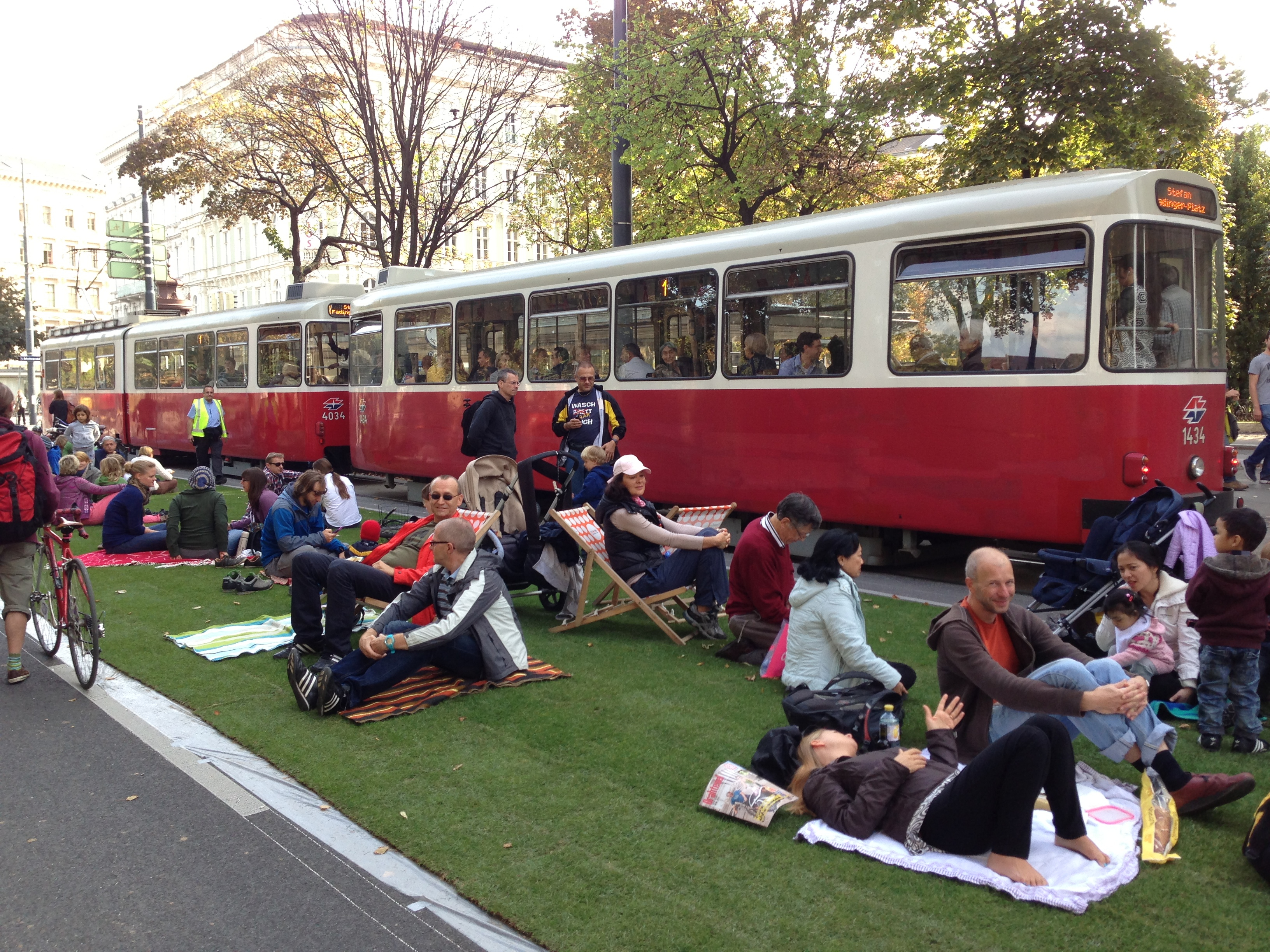
Autómentes nap rendezvény
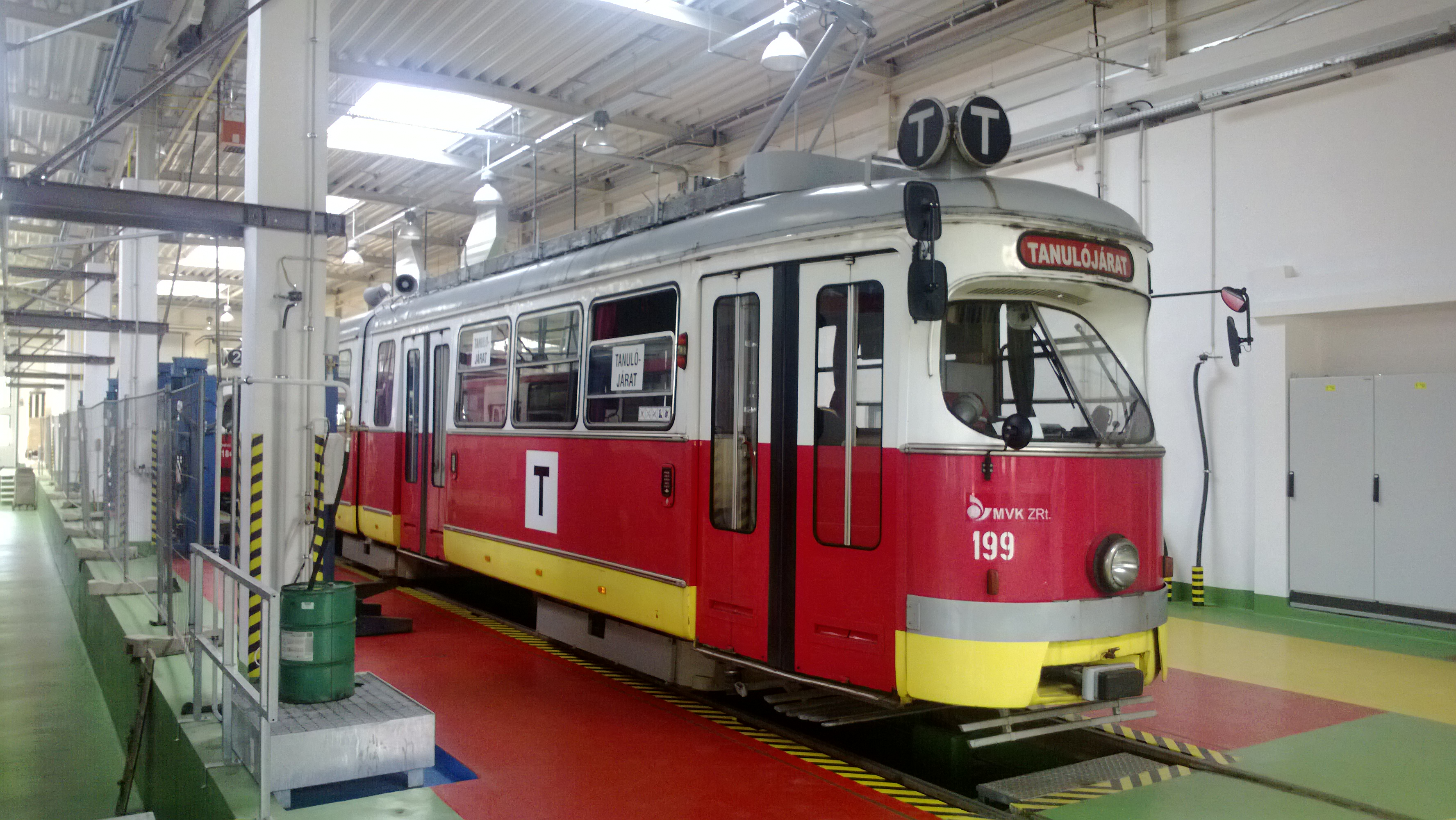
Egy exbécsi villamos Miskolcon

## További információ
- Menetrend
  - PDF-menetrendek Archiválva 2017. április 9-i dátummal a Wayback Machine-ben
  - VOR – országos útvonaltervező Archiválva 2017. március 12-i dátummal a Wayback Machine-ben
  - VOR – országos mobilalkalmazás iPhonera
  - VOR – országos mobilalkalmazás Andriodra
- Villamosvonalak sematikus térképe
- Bécsi vonalhálózati térképek
- Díjszabás, jegyek Archiválva 2016. július 22-i dátummal a Wayback Machine-ben
- Villamosmúzeum Archiválva 2016. július 29-i dátummal a Wayback Machine-ben
- Villamosmúzeum